# 京都アニメーション放火殺人事件
京都アニメーション放火殺人事件（きょうとアニメーションほうかさつじんじけん）は、2019年（令和元年）7月18日に日本の京都府京都市伏見区で発生した放火殺人事件。報道における略称は京アニ事件、京アニ放火など。
アニメ制作会社「京都アニメーション」の第1スタジオに男Aが侵入し、ガソリンを撒いて放火したことで、第1スタジオが全焼して実行犯の男（以下、A）を含む70人が死傷した（36人死亡、34人負傷）。この事件は1938年（昭和13年）に発生した津山三十人殺しの犠牲者数30人を超えて、明治時代以降の大量殺人事件において最多の犠牲者数とされている。Aは殺人罪および殺人未遂罪、現住建造物等放火罪などに問われ、2025年（令和7年）1月に死刑判決が確定した。

## 概要
2019年7月18日昼前、京都アニメーション第1スタジオにA（当時41歳）が侵入、バケツからガソリンを建物1階にまいてライターで着火したことにより、爆燃現象が発生した。結果としてスタジオは全焼、社員36人が死亡、33人が重軽傷と、日本国内の事件では過去に例を見ない大惨事となった（#被害状況）。
国内外で人気を得ていたアニメ制作会社を標的とした大量殺人事件として、世界に衝撃を与え、内閣総理大臣や国際連合事務総長、各国の政府の長や大使館、各界の著名人から弔意が寄せられた。また、Twitterではハッシュタグ「#PrayForKyoani」と共に、さまざまな言語による追悼や応援の声が上がった。更に、国内外からの寄付金は30億円を超え、税制上の優遇制度を適用する特例措置が取られた（#政界の対応）。
その一方で、事件で死亡した犠牲者全員の氏名が公表されるまで1か月以上かかる異例の事態となり、実名報道の是非や要否についての議論が巻き起こった（#犠牲者の実名報道）。同時に、被害者や遺族への支援の不足も表面化した（#被害者支援）。
Aは、事件直後に身柄を確保された。Aも犯行時に瀕死の重傷を負ったものの、約10か月にわたり入院した後に逮捕、更に半年後に起訴された（#犯人）。刑事裁判では、2023年（令和5年）から2024年（令和6年）にかけて京都地方裁判所で第一審（裁判員裁判）の審理が行われ、Aは現住建造物等放火罪、殺人罪、建造物侵入罪、殺人未遂罪、銃刀法違反などの罪に問われた。
公判では事件当時のAの責任能力が主な争点になり、中間論告・弁論を何度か行う異例の長期審理になったが、2024年1月25日に同地裁は責任能力を認定した上で「死刑はやむを得ない」としてAを死刑とする第一審判決を宣告した。Aは大阪高等裁判所に控訴したが、翌2025年（令和7年）1月27日付で自ら控訴を取り下げたため、控訴審の公判は開かれることなく、第一審の死刑判決が確定した（#刑事裁判）。

## 事件の推移

### 事件前

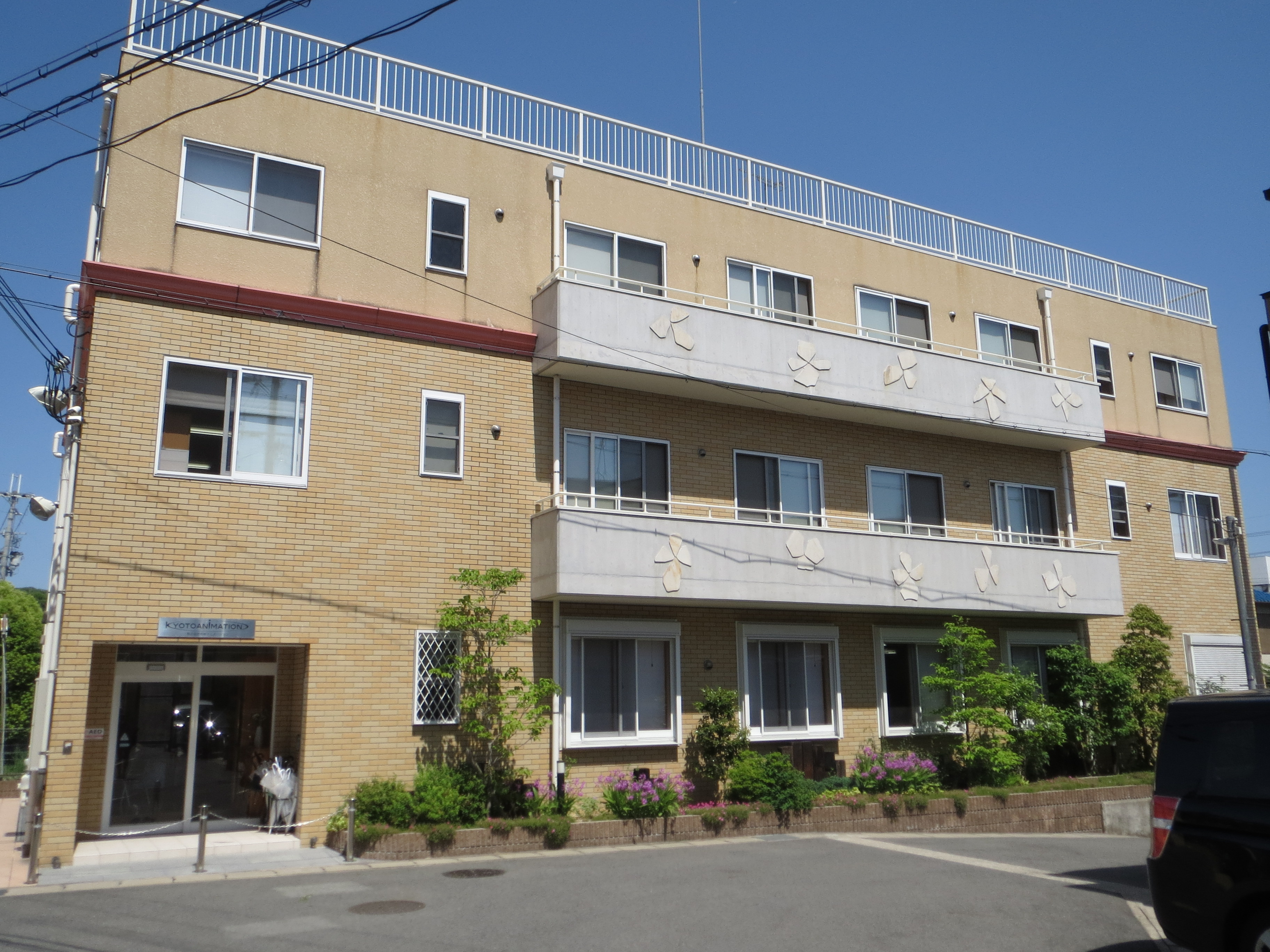
火災発生前の第一スタジオ（2015年5月5日撮影）

1981年（昭和56年）に創業した京都アニメーションは「京アニクオリティー」と呼ばれる高い品質によって国内外でも人気を得ていた。だが、事件の数年前から作品への批判や社員への殺害予告が相次いでおり、その都度警察や弁護士へ相談し、対処していた。しかし今回の事件との関係については分かっていないと捜査関係者は話している。
同社は以前から防火・防災に熱心に取り組んでおり、第1スタジオは平成26年度の消防記念日（2015年〈平成27年〉3月7日）に伏見消防署長表彰を受けている。また、2018年（平成30年）10月17日に消防法に基づいて行われた立入検査でも不備はなく、同年11月14日の訓練でも配属社員の9割に当たる70人が参加していた。
事件当日、現場となった第1スタジオでは、NHKが京アニに2020年東京パラリンピック関連の短編アニメ『アニ×パラ〜あなたのヒーローは誰ですか〜』の一編の制作を依頼した関係で、NHKによる取材が11時より予定されていた。

### 事件発生
午前10時31分、赤いTシャツとジーパン姿の犯人Aが第1スタジオ（地上3階建て、面積691.02平方メートル）の自動ドアから侵入し、バケツ2個で10リットルから15リットルのガソリンを建物1階に撒いた。ガソリンが近くにいた社員たちやその資料に降り掛かり、驚いた社員たちはその場から退避しようとしたが、Aは「死ね」と暴言を吐きながら多目的ライターを近くにいた社員に突き出して放火。爆発音、閃光とともにオレンジ色の炎が天井まで上り、爆燃現象が発生。Aの侵入から放火までは10～20秒ほどだった。
放火から火災鎮火までの経緯は以下の通り。
- 7月18日
  - 10時31分ごろ - 放火事件が発生。爆発音とともに爆燃現象が発生した[25][26][4][注 3]。
  - 10時33分 - 京都市消防局に最初の119番通報。119番通報は22件に及んだ[4]。
  - 10時35分 - 京都市消防局から消防・救急など各隊に対する最初の出動指令[4]。
  - 10時38分 - 生存者の避難が終了[13][27]。
  - 10時40分 - 京都市消防局の最初の隊が到着。多数の負傷者を確認し、増援を要請[4]。
  - 10時43分 - 到着した消防隊により放水開始[4]。
  - 10時44分 - 屋外に避難した社員37人のトリアージ開始[4]。
  - 10時55分 - 消防隊が1階屋内に進入。救助活動開始[4]。
  - 11時10分 - 赤（重症）のトリアージ判定完了[4]。
  - 11時15分 - 2階の救助活動開始[4]。
  - 11時17分 - 負傷者の病院収容開始[4]。
  - 11時28分 - 黄（中等症）の判定完了[4]。
  - 11時30分 - 3階の救助活動開始[4]。
  - 12時23分 - 重症と判定された10人の病院への搬送完了[28]。
  - 12時30分 - 第1次応急体制（消防庁災害対策室）[1]。
  - 13時40分 - 緑（軽傷）の判定完了[4]。
  - 13時45分 - 塔屋（屋上）の扉開放[4]。
  - 14時00分 - 1階で発見された2人の遺体の搬出完了[4]。
  - 14時03分 - 全負傷者の病院収容完了[4]。
  - 15時19分 - 燃焼拡大の危険がない鎮圧状態宣言[4]。
  - 16時31分 - 2階で発見された11人の遺体の搬出完了[4]。
  - 17時15分 - 火災原因調査の技術的支援のため、消防庁職員3名、消防研究センター職員2名を現地に派遣[1]。
  - 21時12分 - 3階で発見された20人の遺体の搬出完了[4]。
- 7月19日
  - 6時20分 - 火災鎮火、最終的に消防車や救急車、ヘリコプターなど延べ111台、隊員延べ398人を動員[1]。

## 被害状況

### 人的被害
京都府警察などによると、第1スタジオには役員・従業員合わせて70人がいたが、そのうち69人が被害を受け、40代男性1人のみ無事だった。死亡した犠牲者の中には木上益治や武本康弘、西屋太志、池田晶子といった著名なアニメーターも含まれていた。

#### 死亡者
|      | 焼死 | CO中毒 | 窒息 | 火傷 | 敗血症 | 不明 | 合計 |
| ---- | ---- | ------ | ---- | ---- | ------ | ---- | ---- |
| 3階  | 12   | 5      | 3    | 0    | 0      | 0    | 20   |
| 2階  | 8    | 0      | 2    | 0    | 0      | 1    | 11   |
| 1階  | 2    | 0      | 0    | 2    | 1      | 0    | 5    |
| 合計 | 22   | 5      | 5    | 2    | 1      | 1    | 36   |

事件当日に33人の死亡が現場で確認され、翌日以降に3人が死亡した（後述）。各階での死因や人数は下表の通り。以下、各階の特記事項を列記する。
3階
犠牲者は、3階から屋上へ上る十数段の階段で、折り重なるように倒れた状態で発見された。屋上階段は煙がたまりやすく、目を開けることすら困難だったと、京都大学防災研究所の西野智研准教授は推測している。20人の内、1人は3階と踊り場の間の階段で倒れ、踊り場から上の階段で14人が折り重なるように倒れており、5人は屋上扉の手前で発見された。
2階
2階の犠牲者11人は特定の窓の付近で固まって倒れており、生存者はこの窓が完全には開かず、熱で割れるまで脱出できなかったと証言している。2階で発見された犠牲者のうち2人の死亡推定時刻はいずれも10時40分ごろ。
1階
事件当日に、2人の死亡が確認された。事件翌日の7月19日夜、1階正面玄関から屋外に避難し、病院に搬送された30代男性社員1名が死亡した。さらに、1階で負傷して正面玄関付近の屋外で救助された20代男性社員1名が、7月27日17時53分に大阪府内の病院で死亡した。その後、残りの負傷者は快方に向かっていると報道されたものの、1階で負傷して正面玄関付近の屋外で救助され、火傷により集中治療室で治療中だった24歳女性が、併発した感染症に起因する敗血症性ショックにより10月4日20時20分に死亡した。
法医解剖医の西尾元は、多くの犠牲者の死因が焼死と診断された理由について、熱による作用が体の表面に大きく及んだ遺体が多かったためと推測している。京都アニメーションは、犠牲者の葬儀には社員が2人1組で参列するよう手配し、中には5回参列した社員も複数いたが、それでも一部の葬儀には参列できなかった。
警察庁によれば「放火事件としては平成期以降最多の死者数」とされている。また『読売新聞』は更に時期の範囲を広げ、殺人事件として「戦後でも最も死者が多いとみられる」と報じている。なお、この事件による死者数は、戦前の1938年（昭和13年）に発生した津山三十人殺しの死者30人をも上回っている。

#### 生存者
|          | 20代 | 30代 | 40代 | 50代 | 60代 | 合計 |
| -------- | ---- | ---- | ---- | ---- | ---- | ---- |
| 死亡男性 | 5    | 6    | 2    | 0    | 1    | 14   |
| 死亡女性 | 12   | 5    | 5    | 0    | 0    | 22   |
| 負傷男性 | 4    | 7    | 2    | 2    | 0    | 15   |
| 負傷女性 | 10   | 4    | 4    | 0    | 0    | 18   |
| 合計     | 31   | 22   | 13   | 2    | 1    | 69   |

一方、現場から脱出した社員（後に死亡した者を除く）の年齢は21歳から53歳まで、事件発生時点での所在、および脱出地点は以下の通り。
3階
- 3階窓 - 1人

3階で死亡した20人と同様に屋上に避難しようとしたものの、遅れたために煙で呼吸が出来ず断念。少しでも新鮮な空気を吸おうとしゃがんだ際に、うっすらと差している光に気付き、西側の窓を発見。窓を開けて身を乗り出したところ、足が半分かかるほどの幅で外壁に沿った出っ張りを見つけ、そこに足を乗せて壁にへばりついた。そして、近くにいた人々の誘導に従って10メートル進み、北西角にある雨樋を伝って降下し、近隣住民が掛けた梯子の先端に上った作業員に抱きかかえられて救助された。
2階
- 2階窓 - 1人

放火直後に3階から2階に下り、更に1階に下りようとしたものの煙に阻まれ、北側窓を破って飛び降りた。
- 2階ベランダ - 5人
- 2階ベランダ - 20人

2階から生還した男性社員は、爆発音から30秒で伸ばした手が見えなくなるほど目の前は真っ暗になり、かすかに見える光に向かって走ってベランダにたどり着いたと証言している。同じく2階から脱出した社員には、体表の火傷が軽かったにも関わらず気道熱傷を負った者もいた。
1階
- 1階トイレ - 3人

事件発生直後に逃げ込んで扉を閉めたため、炎や煙から免れた。その後、近くにいた作業員がバールで格子を壊して救出。結果的に最後の避難者となった。
- 正面玄関 - 2人（1人は無傷）[4]
- 1階窓 - 1人
- 2階窓 - 1人

事件発生直後、螺旋階段とは別の階段から2階に駆け上がって「火事だ」と叫び、北側窓を破って飛び降りた。
ある若い女性社員は、被疑者の男Aに直接ガソリンをかけられて全身火傷を負ったものの、脱出して病院に搬送された（その後の容態は不明）。ベランダから脱出した25人のうち2人は近隣住民が掛けた梯子を渡り、残りの23人は飛び降りた。事件発生直後、負傷者は火傷の深さや面積および骨折の重さより、重症10人、中等症6人、軽症20人と判定された（被疑者を除く）。このうち19人は事件当日の夜に病院から帰宅し、16人は入院した（後に3人が死亡）。10月18日の時点で女性4人が入院中、2人が自宅療養中だった。2020年5月現在では1人が入院中だったが、2021年7月の時点で退院しており、社員3人がリハビリテーションに取り組んでいる。

### 建物

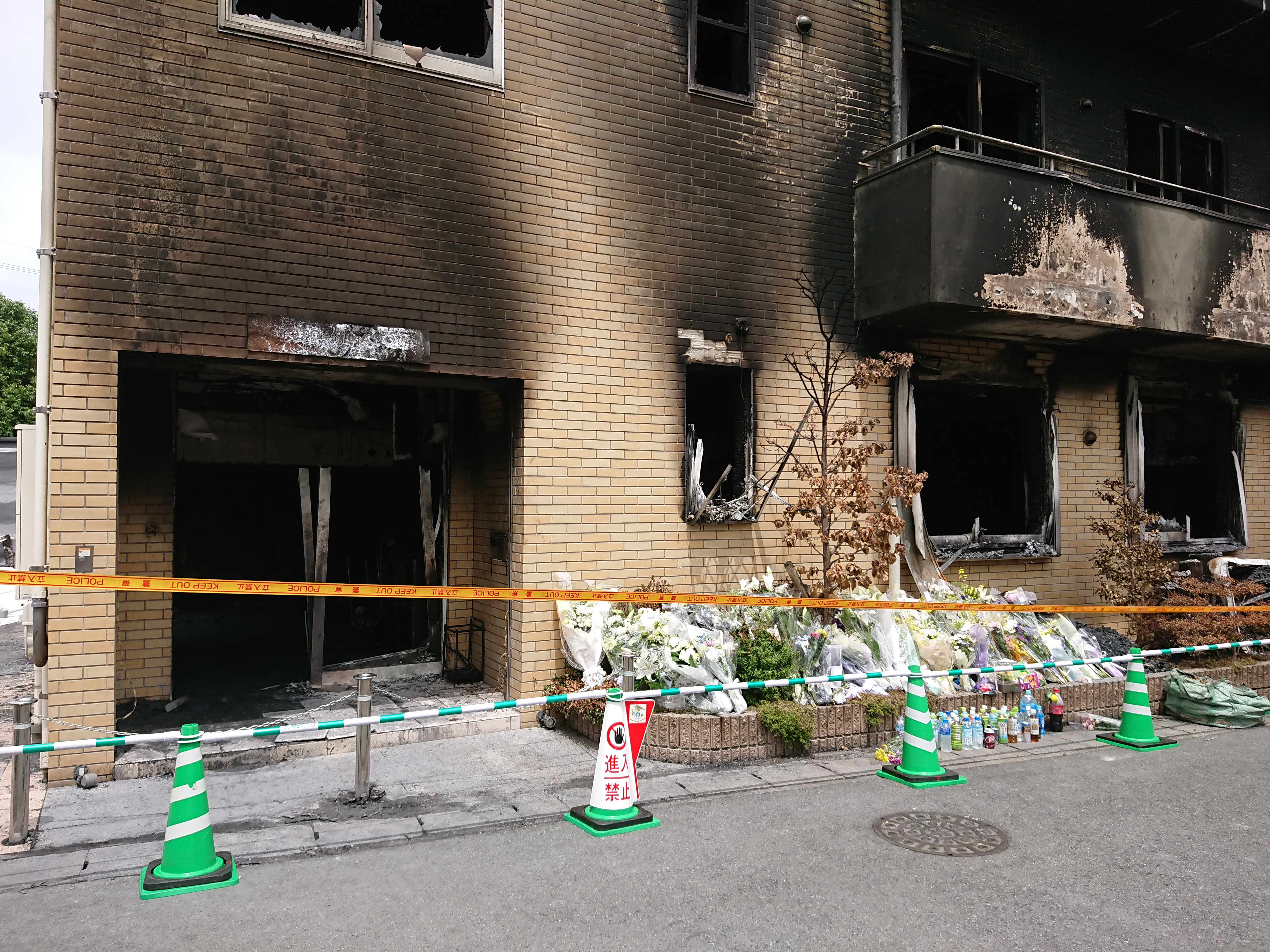
全焼した第1スタジオ、入口付近の様子（2019年7月21日撮影）

第1スタジオの建物が全焼した件について、京都市消防局は市議会において、同社の防火対策は適切だったと説明した。消防法上、事業所扱いとなる第1スタジオに設置が義務付けられていたのは消火器と非常警報設備のみで、避難階段や避難器具、スプリンクラーなどの消火設備は設置が義務付けられておらず、実際に設置されていなかった。同種の事件におけるスプリンクラーの効果の有無については、専門家の間でも意見が分かれている。
また、1階から3階にかけて吹き抜けとなっている螺旋階段があり、2007年の完成検査で京都市が防煙壁の設置を指導し、天井からつり下がる長さ50センチメートルの防煙壁が設置されていた。しかし、玄関と螺旋階段の間の焼け方が特に激しかったことから螺旋階段の脇で火が放たれた疑いが高く、消防局は煙を食い止めることは難しかったとみている。
前述の西野智研は、出火から5秒で煙が3階に到達、15秒で摂氏100度を超える煙が3階に充満し、30秒で2階から上の空間のほとんどが煙で満たされ、可燃物に火が付いた疑いを指摘している。消防庁が12月23日に公表したシミュレーションでも、60秒で2階から上の空間が煙で包まれたという検証結果が出ている。
京都アニメーション社長の八田英明は7月19日午後の記者会見において、近隣住民への配慮から建物を撤去したいと述べた上で「思いとしては、できれば公園にして碑を作りたい」と述べた。一方、近隣住民の町内会は、不特定多数が訪れるような慰霊碑や公園を整備しないよう求める要望書を12月23日に京都アニメーションに提出している。

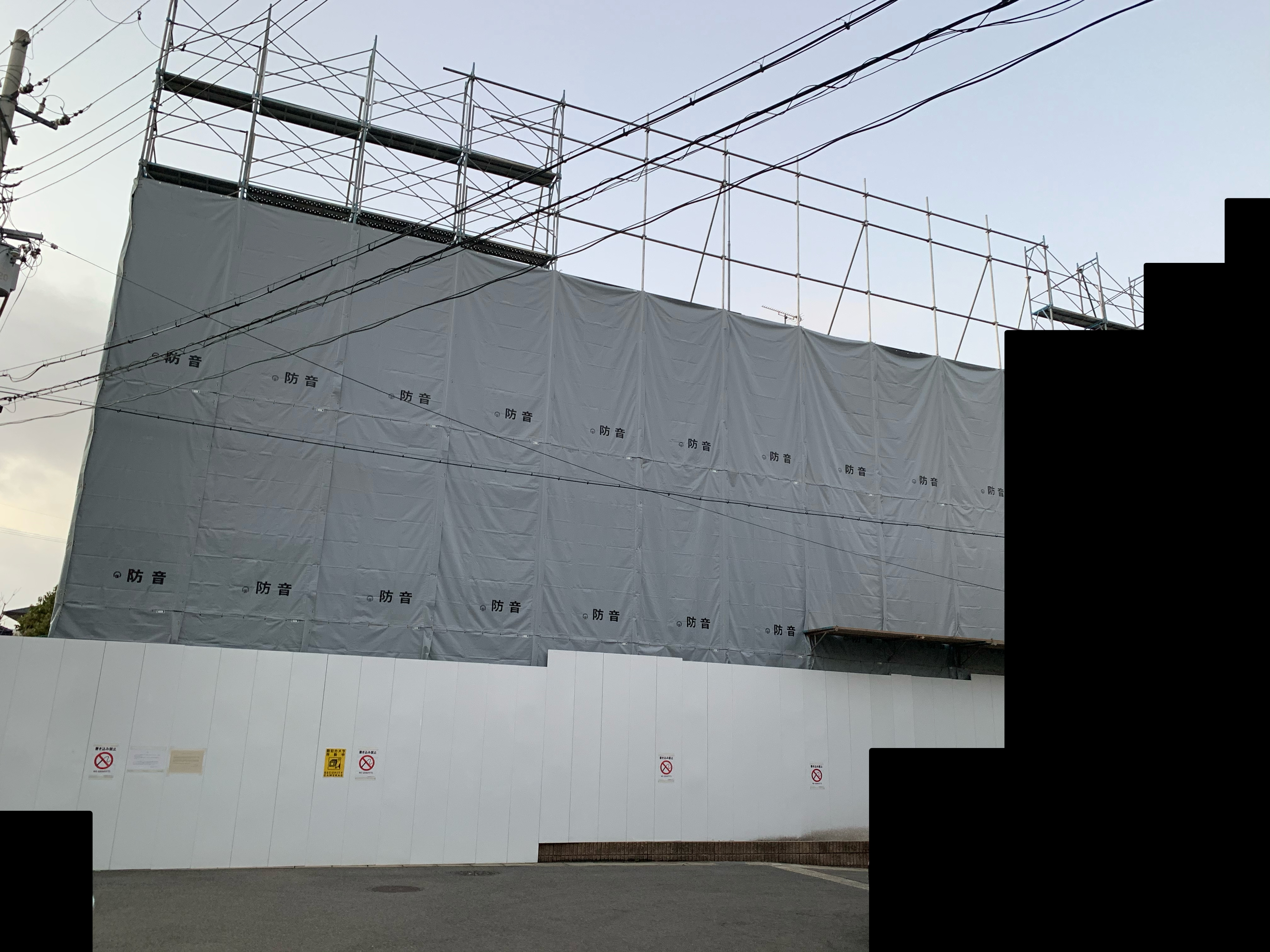
解体準備中の第1スタジオ（2019年12月31日撮影、一部加工）

11月25日から解体に向けた準備が始まり、2020年1月7日に着工、4月28日に完了した。現地では、毎年の事件発生日に追悼集会が催されている（#当事者・関係者）。
京都アニメーションは、2021年12月より慰霊碑の建立を検討するため、遺族との意見交換会を始めた。2022年6月、遺族会の代表者4人、会社の代表5人、従業員8人の合計17人から成る、慰霊碑建立に向けた検討委員会が設置され、建立する場所・形状・碑文の内容などを協議すると報じられた。2024年時点の報道では、京都アニメーションは跡地が会社の事業用地としての利用も想定される状況になったとして、慰霊碑を建立しても非公開となる見込みとされている。これとは別に宇治市内に事件の記憶を伝える碑が2024年に建立されている（詳細後述）。

### 資料・データ
7月19日の会見で、京都アニメーション社長は第1スタジオに保管されていた過去の作画や資料などはすべて焼失したと説明していた。しかしその後、社外のイベント向けに貸し出されていた一部の資料が被害を免れていたほか、建物1階のコンクリートで覆われたサーバールームは、付箋がそのまま残っているほど無傷だったことが判明し、デジタル化された原画などのデータについては欠損なく回収に成功したと発表された。
この経験を踏まえ、マンガ・アニメ・ゲームに関する議員連盟による「メディア芸術ナショナルセンターの整備及び運営に関する法律案」（別称・MANGA法案）が発案された際、京都アニメーションも作品資料の保管と活用およびアーカイブは切実な課題であるとし、法案の早期成立を呼びかけた。
2021年7月、テレビアニメ『小林さんちのメイドラゴンS』が放送開始された。同作のエンドロールには犠牲者の1人である武本康弘がシリーズ監督・シリーズ構成・シナリオなどとして記載されている。京都アニメーション社長は記者の質問に対し、「この期間で2期放送出来るのは武本康弘としてほぼシナリオなどが完成していたおかげなので当然の事。別の所に紙媒体などが残っていたので記載している」とコメントしている。

## 犯人・死刑囚A

### 経歴
被疑者として逮捕・被告人として起訴された男A・Sは1978年（昭和53年）、当時の埼玉県浦和市で生まれ、3人兄妹の次男（第2子）として浦和市（現：さいたま市緑区）で育つ。1985年（昭和60年）に市内の小学校に入学したが、1987年（昭和62年）、9歳の時に両親が離婚したため、以降は父と兄、妹の4人家族で暮らす。小学生時代には、不良仲間を誘って日常的に万引きを繰り返し、1991年（平成3年）に公立中学校に入学してからは、柔道部に所属し、部長が兄で威張っていたために、かなりの嫌われようだった。父親はトラック運転手をしていたが、糖尿病を患い無職となり、生活保護を受け家賃が支払えなくなり、Aが中学2年生の時に転居。Aは1992年（平成4年）に市内の別の公立中学校に転校後には「友達がおらずなじめない」と不登校になった。父親は離婚後、冬にパンツ1枚で兄弟2人を外に立たせて水をかけたり、眠らせなかったりといった虐待も行ったが、兄弟の体が大きくなると虐待はなくなる。
中学卒業後は、1994年（平成6年）に浦和市（現：さいたま市浦和区）の定時制高校に夜間は通いつつ、日中は埼玉県文書課の非常勤職員として3年間勤務した。高校2年の時に、職を失っていた父親の体調が良くなり、タクシー運転手として再び働き始め、高校の先輩から紹介されたゲームによって、後に京都アニメーション作品を知るようになった。高校の4年目には、県庁での仕事に加え、ガソリンスタンドのアルバイトも始めた。
1998年（平成10年）に皆勤で高校を卒業後は、ゲームの音楽を作る人になりたかったとの理由で音楽の専門学校に進学し、学費を払うために新聞販売店に住み込んだが、学ぶものは何もないと学校を約半年で辞め、新聞配達のアルバイトも辞めてアパートで1人暮らしを始めた。兄がアパートを訪ねても「帰れ」「俺に関わるな」と追い返すようになった。その後はコンビニエンスストアのアルバイト店員など非正規の仕事を転々とする。父親は個人タクシーの業務中に死亡事故を起こして失業し、1999年（平成11年）12月に死去。この際駆け付けた母親とは十数年ぶりに再会したが、会話はほとんどせず、Aは母親を睨みつけた。
2006年（平成18年）8月、埼玉県越谷市のアパートのベランダで住人女性の下着を盗み、部屋に侵入して女性の口を塞ぎ、暴行と窃盗事件を起こし逮捕される。動機については「性欲に困っていた」「金欠でヤケになった」と語り、2007年（平成19年）3月、懲役2年・執行猶予4年の有罪判決を受けている。留置場に収容中の家賃は母親が負担しており、その後母親とその再婚相手の住む茨城県に移り3人で同居した。しかし、再婚相手に「夢はないのか」と問われ口論になるなど険悪となり、半年間引きこもり生活を続けた後、仕事が見つかったとして母親宅を出て、茨城県や栃木県内で職に就いたが、いずれも長続きしなかった。2008年（平成20年）12月、世界金融危機による派遣切りにより、常総市内の雇用促進住宅に移り住みつつも、家賃滞納などの問題を頻繁に起こした。
2009年（平成21年）、京都アニメーション制作のアニメの原作小説に感化され、31歳で小説を書き始め、SFや学園系ライトノベルの小説家を志した。ライトノベル業界や京都アニメーションのある女性監督に憧れ、インターネットの匿名掲示板2ちゃんねるのスレッドを見ていた際、その女性監督がそこに書き込んでいると思い込み、そこでその女性監督とやり取りを交わし、恋愛関係にあるとの妄想を抱いた。しかし、自身の作品に満足できず何度も書き直し、掲示板でも嘲笑されて将来を悲観した。また、掲示板に「変態」と書き込まれたことから、コンピューターをハッキングされ女性監督の写真で自慰をしたことが発覚したという被害妄想や、2012年放送の京アニ制作アニメ作品中の「なんで顔出さないの」という台詞が女性監督から自分に向けられたメッセージであるという妄想を抱いた。それらのことから自殺を試みるも死にきれず、コンビニ強盗事件の直前には自暴自棄になって部屋のものを破壊していた。
2012年（平成24年）6月19日には住居の壁に穴を開け、ガラスを割るなどして暴れ、20日未明（0時20分ごろ）に坂東市のコンビニエンスストアで現金21,000円を奪う強盗事件を起こした後、11時ごろになって茨城県境警察署に出頭、強盗と銃刀法違反の容疑で逮捕され懲役3年6か月の実刑判決を受けた。。その際に「遊ぶ金が欲しかった。オウム真理教の信者も次々逮捕されており逃げ切れないと思った」「仕事上で理不尽な扱いを受けるなどして、社会で暮らしていくことに嫌気が差した」と供述した。取り調べの際には「秋葉原無差別殺人犯と同じ心境だ」と述べ、動機のきっかけを「母親があまりよい顔をしてない」「小説を書いていたけど、それを（出版社に）送らなかったこと」と述べたほか「（仕事を）クビになったときは、母を、兄も含めて、ガソリン撒いて燃やしてやろうか、と」など、小説へのこだわりや家族への恨み、放火などを示唆する供述をした。
コンビニ強盗事件以降は、母親とは断絶状態となり、兄や妹とも連絡を取ることはなくなり、強盗および銃砲刀剣類所持等取締法違反に問われ、同年9月には水戸地裁下妻支部で懲役3年6月の実刑判決（自首認定により減軽）を言い渡される。当時は30歳代半ばで、同年10月もしくは11月以降は水戸刑務所に服役したが、この時に自身が事件前に牛久大仏を見に行ったことを刑務所の同房者に知られていたことから「闇の人物」につけられているという妄想を抱くようになり、同年12月には喜連川社会復帰促進センターに移送された。服役中の2013年（平成25年）1月から2015年3月にかけ、粗暴な言動を理由に相次いで懲罰を受け、2014年（平成26年）11月には窓枠を動かしたことを注意されて逆上し保護室に収容され、2015年10月、担当医から統合失調症と診断された。
2013年7月以降の刑務所での記録により、Aは幻聴、幻覚、不眠などによるイライラに悩まされ、自殺のリスクが高い「要注意者」に指定。服役中は騒音などで10回以上の懲罰を受け、2015年10月には37歳で精神障害と診断され、障害者手帳の交付や薬物療法も受けた。刑務所の中で京都アニメーションの作品を鑑賞していて、受刑中も小説のアイデアを書きため、出所前のアンケートには「1年後に作家デビュー、5年後に家を買う、10年後は大御所」と記した。
2016年（平成28年）1月に出所し、浦和区にある更生保護施設清心寮で過ごした後、同年7月から見沼区のアパートに入居した。生活保護を受けながら暮らしていたが、そこでも騒音などの問題をたびたび起こした。出所後、京都アニメーションが作品を公募する「京都アニメーション大賞」に短編と長編、「ナカノトモミの事件簿」「リアリスティックウエポン」とタイトルをつけた小説2作を応募するも
、翌2017年（平成29年）に落選通知が届く。その後、応募作品の一部を改変した上で小説投稿サイト「小説家になろう」に同じ作品を分割して投稿するも、その読者はいなかったことからサイトを退会。
2018年（平成30年）1月には、小説のネタ帳を自ら焼却した。同年5月、訪問看護のスタッフはAの自宅を訪れた際、 玄関先で男から胸ぐらをつかまれ、包丁を振り上げられ「しつこいんだよ、いいかげんにつきまとうのをやめろ。やめないなら殺すぞ」「今のままでは人を殺してしまう。人間は足を引っ張る人間ばかり信用できない」と脅され、男性看護師は包丁を渡すよう説得し、けがはなかった。同年11月、偶然テレビで京都アニメーションのアニメを見た際、自身のアイデアが使われていると考えたと訴えた。
2019年2月には、他人との関わりを絶とうと通院をやめ、翌3月には訪問看護にも居留守を使うようになりスマートフォンも解約した。同年6月、事件現場に持ち込まれた刃渡り20 cm以上の包丁6本をさいたま市内の量販店で購入し、大宮駅前で無差別殺人を計画したが、未遂に終わった。Aは被告人質問で、自分を監視している人物や京アニから離れるためには、それらに対するメッセージ性（作品を盗まれた人物が事件を起こした、すなわち「パクったことが害を生む結末になった」と伝えること）を込めた無差別殺人をしなければならないと考え、秋葉原通り魔事件を参考に鋭い刃物6本を用意して大宮で無差別殺人をしようとしたが、駅前に向かったところ人の密集度が低かったため、自分が想定する犯罪にはならないと判断して断念したと述べた。その後「京都アニメーションに応募した小説からアイデアを盗まれた」「人生がうまくいかないのは京都アニメーションのせい」「社員も連帯責任で同罪」と思い込み復讐を決意し、2019年7月15日に自宅を出発。包丁6本を持って新幹線で京都に向かい、3日後の18日に犯行に及んだ。

### 事件前後の動向
- 7月14日
  - 夜 - マンションの隣室の住人と騒音を巡って衝突し「殺すぞ」「こっちはもう余裕ねえんだからな」と叫ぶ[147][148]。
- 7月15日
  - 午前 - 金融機関口座から現金5万7千円を引き出した後[144]、東海道新幹線に乗車[149][150]。
  - 午後 - 京都市内に到着後、京都アニメーション本社および第2スタジオ近くの路上を歩く[151]。
  - 夜 - 京都市内のホテルに本名を名乗って宿泊[152]。
- 7月16日
  - 10時31分から12時34分まで - JR京都駅前のインターネットカフェに滞在[注 13]、その際に運転免許証を提示[154][155]。
  - 午後 - JR宇治駅周辺を移動[156]。
  - 夜 - 京都市内のホテルに本名を名乗って宿泊[152]。
- 7月17日
  - 午前 - 事件現場から南へ6キロメートルのホームセンターでガソリン携行缶や台車を購入[152]。
  - 午後 - 台車を押して本社・京阪黄檗駅付近を歩く[151][152][注 14]。
  - 夜 - 事件現場から南西へ500メートルの桃山舟泊公園で野宿[154][157]。
- 7月18日
  - 10時0分ごろ - 事件現場から西へ500メートルのガソリンスタンドで「発電機に使う」と店員に告げてガソリン40リットルを購入[26]。京都到着から確保まで、常に赤いTシャツに青いジーンズを着用していた[154]。
  - 10時31分ごろ - 路地でガソリン約10リットルを2つのバケツに移し替えて携行缶を遺棄した後に北へ30メートル移動し、6本のむき出しの包丁（内5本は鞄の中）とハンマーを付近に置いた状態で、第1スタジオ正面玄関から侵入してガソリンをまき放火[158][159][160]。
  - その直後、自身の衣服にも引火した状態で逃走し、現場から南へ100メートルの京阪電鉄六地蔵駅付近の路上で追いかけてきた2人の京都アニメーションの男性社員に取り押さえられ、京都府伏見警察署員に身柄を確保された[48][161]。この時、男Aの両腕はやけどで皮膚がめくれ、右足からは小さな炎と煙が出ており、火事の被害者だと思った近隣住民がホースで水道水をかけた[162]。
  - 逮捕時に「ガソリンをまいてチャッカマン（多目的ライター）で火をつけた」と供述している[163]。他にも「（声をかけた警官に対して）触るな。おれの作品をパクりやがったんだ。社長を呼べ。社長に話がある」「ここで倒れているわけにはいかない。これから宇治の本社に行かないといけない」などと叫んでいた[148][164][165][注 15]。Aは公判で、ガソリンによる放火殺人という手段を選んだ動機について、武富士放火事件や雀荘にガソリンがまかれて爆発し、8人ほどが死亡した事件を参考にしたと供述し[167]、また事件前に想定した死者数については、1999年に神奈川県横浜市の麻雀店で8人が死傷した放火殺人事件[注 16]を挙げ、8人程度が死亡すると思ったと供述している[173]。

### 身柄確保後
前述の通り、被疑者の男Aも身柄確保の時点で全身に火傷を負っており、確保直後に京都市東山区の京都第一赤十字病院に搬送された。命の危険もある重篤な状態が続いており、より高度な治療を受けさせる必要があると判断され、7月20日にドクターヘリで大阪府大阪狭山市の近畿大学医学部附属病院に転院。男の主治医となった上田敬博は、搬送されてきたAの姿を初めて見た際に「もうすぐ絶命するだろう」と思ったことや、Aの予測死亡率は「97.45%」であったことを手記で述べている。室温を摂氏28度に保った蒸し風呂のような手術室で深夜まで緊急手術が行われ、何とかその日は延命することができた。
全身の93％が最も重いIII度熱傷に分類される状態だったが、他者からの提供皮膚が不足して被害者へ供給できなくなる事態を避けるため、初期の治療には人工真皮（皮膚）を、その後は自分の残った皮膚から細胞を培養し、培養表皮シートを作って移植するという治療法が選択された。広範囲の重いやけどに対して提供皮膚を使うことなく治療するのは、世界でも前例のないケースだった。当初は全身麻酔で終日眠っている状態がしばらく続いたが、移植などの治療によって反応を示し始め、麻酔を緩めると意識を回復して「痛い」などと言葉を発するようになった。その後は集中治療室に入ったものの、命の危険がある重篤な状態を脱して快方に向かった。
9月9日、気管切開した部分に取り付ける管を発声できるものに交換し、再び声が出せるようになると「声が出る」「もう二度と出せないと思っていた」「世の中には自分に優しくしてくれる人もいるんだ」と言って涙を流した。リハビリテーション中「意味がない」「どうせ死刑だから」「自分は意味のない命」などと投げやりな態度を見せたり、食べ物の好き嫌いによる病院食を拒むことも多かったAであったが、主治医から「私たちは懸命に治療した。君も罪に向き合いなさい」と繰り返し諭されると、被疑者は「他人の私を、全力で治そうとする人がいるとは思わなかった」との発言や「道に外れることをしてしまった」「病院のスタッフに感謝している」とも語った。主治医は、被疑者は常に敬語で話すなど礼儀正しく、リハビリテーションを嫌がったために厳しくたしなめられると、素直に従ったと証言している。
11月14日、高度な治療が終了したため、最初に入院した京都第一赤十字病院へ搬送されて転院した。国内外の過激なファンからの報復を受ける危険性が高いため、被疑者の身柄は捜査関係者曰く「一般人は自由に出入りできない場所」に収容された。その後は「かゆい、痛い」などとたびたび不満を訴え、リハビリテーションにも積極的には取り組もうとしなかったという。
2020年（令和2年）5月27日、京都府警察によって逮捕された。

## 行政の動き

### 原因の調査
京都市は緊急検証対策チームを設置し、建物内の螺旋階段が火の回りを早くした疑いもあるとして、市内の防火対象物（防火・準防火地域以外の建物も含む）の螺旋階段の実態把握と防火指導に取り組むことを決定した。なお、毎日新聞が事件1周忌を機に行った調査では、全国の多くの消防機関が吹き抜け構造がある建物について対策が必要と考えつつ、法的根拠がないために指導できない実態が明らかになっている。

### 再発防止への対策
消防庁および警察庁は、ガソリンを容器で販売する際の販売記録を残す方針となり、7月25日に消防庁から各都道府県の防災部署、消防機関のほか、石油の精製や元売りの業界団体である石油連盟や、ガソリンスタンドの業界団体である全国石油商業組合連合会宛てに通達が、警察庁生活安全局から各都道府県警察等宛に事務連絡が行われた。
しかし、販売の際に身分証の提示を求めても拒否される事例があるとして、事業者側が「確認が義務であること」を法令で明確することを求めた結果、改正された消防法の関係省令が2020年2月1日に施行された。また、京都市消防局は2019年度中に、放火やテロによる火災時の避難指針を策定し、避難梯子の設置などを促す方針を固めた。また、2020年3月に京都市消防局は大規模火災を想定した「火災から命を守る避難の指針」を発表した。

### 被害者支援
京都府警は、約100人体制の捜査本部とは別に、約100人による被害者支援班を立ち上げ、遺族らの支援に当たった。一時期は被害の拡大などに対応し、捜査本部の7 - 8割の人員も被害者支援に回ることもあった。内容は心理的ケア・病院への付添・宿泊先への送迎・事情聴取の同席・被害者支援制度の給付金の説明など多岐にわたった。2021年2月に支援班は解散したが、支援活動は京都府警犯罪被害者支援室や京都犯罪被害者支援センターに引き継がれた。他県在住の遺族からも、地元の警察による支援に感謝する声が挙がっている。一方で、新型コロナウイルス感染症の流行に伴い、遺族や負傷者との対面がままならず、孤立が懸念されている。
この事件の遺族のため、新たに犯罪被害者等支援条例を制定した自治体もあった。一方で、居住自治体に条例がないため、金銭補償などの支援を受けられない遺族もおり、自治体による被害者支援の格差が課題となっている。

## 捜査

### 逮捕前
京都府警察本部刑事部捜査第一課と京都府伏見警察署は現住建造物等放火・殺人事件として本事件の捜査を開始し、事件翌日の19日には京都府警察学校（伏見区）に100人体勢の捜査本部を設置した。また、7月19日に死亡した犠牲者を含む34人の遺体は同学校（捜査本部）に安置され、7月23日まで司法解剖が行われた。
同時に、京都府警本部は身柄を確保した男Aについて、まだ逮捕していないものの、事案の重大性から氏名を公表した。20日、京都府警捜査本部は殺人・現住建造物等放火の罪状でAの逮捕状を取った。25日には、死因が判明しなかった1人を除く33人の殺人などの容疑で逮捕状を取り直した。8月8日、35人への殺人容疑、負傷者34人および無傷の1人への殺人未遂容疑でAの逮捕状を取り直した。その後、10月4日に新たに1人が死亡したため、逮捕状を取り直している。
事件直後の7月20日、同社社長の八田英明は、Aとは過去に直接のトラブルはなく、同社主催の「京都アニメーション大賞」への応募もなかったため、一切の関わりがないと話していた。しかし、7月30日に同社の代理人弁護士の桶田大介は、改めて確認したところ、同姓同名で同住所の人物から小説が応募されていたことが分かったと発表し、応募の内容は明らかにしないとしたうえで「1次審査を通過していない」「これまで制作された弊社作品との間に、同一または類似の点はないと確信している」と語った。その後、Aが「学園もの」の長編と短編の小説2点を応募していたと報じられた。8月26日、Aによる京都アニメーション大賞への複数の小説の応募を警察が断定したと報じられた。
11月8日に初めて事情聴取が行われた際、被疑者は容疑を大筋で認め「どうせ死刑になる」「（犯行動機は）自分の小説を盗まれたから」「（犯行時に所持していた包丁は）犯行を邪魔する人がいたら襲うつもりだった」「（ハンマーは）ドアが閉まっていたらガラスを割って中に入ろうとした」などと供述した。
当初、京都府警は年明け2020年1月ごろに逮捕する方針だったものの、発熱が起きるなど被疑者の容態が不安定であり、更に新型コロナウイルスの感染拡大の影響もあって着手時期が遅れた。

#### 不祥事
2019年7月下旬に、京都府警が犠牲者の遺体を遺族に返還する際に犠牲者が身に着けていた腕時計を紛失したことが判明し遺族に謝罪していたことが8月16日に判明している。

### 逮捕後
上記コロナウイルスの感染症による緊急事態宣言の対象から京都府が外れた後、京都府警は2020年5月27日7時18分、殺人・殺人未遂・現住建造物等放火・建造物侵入・銃刀法違反の各容疑で、被疑者の男Aを通常逮捕した。被疑者は容疑を認めると共に、初めて被害者の数を知り「（犠牲者は）2人ぐらいと思っていた。36人も死ぬと思わなかった」と語った。この時点で、指先は黒っぽく変色し、やけどの痕がうかがわれたが、調書には自ら署名した。伏見警察署に京都地方検察庁の検察官が自ら赴いて送検手続きを行い、被疑者を京都地方裁判所に搬送して、裁判官による勾留質問を受けさせ、勾留決定後は大阪拘置所に搬送した。
通常、日本の警察は逮捕から1 - 2日後に被疑者の身柄を検察庁へ送り、検察官は24時間以内に勾留請求を行うが、この事件では逮捕から勾留決定までの手続きがわずか約8時間半だった。捜査関係者は取材に対し、被疑者への負担を考え、日程を圧縮して移動を減らしたと証言した。また、通常の勾留先は最寄りの刑事施設（京都拘置所）になるが、この事件では医療設備が充実しているということで大阪拘置所が選ばれ、逮捕前から居室や面会室を改修の上で介護ベッドを搬入、エア・コンディショナーの設置、医療スタッフの増員といった準備がなされるなど、異例づくしの対応が取られた。
逮捕当日に伏見警察署で開かれた記者会見において、捜査第一課長の川瀬敏之は逮捕に踏み切った理由を「逃亡や罪証隠滅の恐れがあると判断した。現時点で容体は安定している。記憶の減退などを懸念した」と述べた。一方で、歩行できない被疑者を逮捕する必要性についての質問が相次いだが「捜査上の必要があり、詳細は明らかにできない」とした。一部の報道機関は、京都アニメーションの狂信的なファンによる襲撃や、事件への思い込みや刷り込みによる「供述が汚染されるリスク」の懸念を捜査関係者が証言したと報じた。
被疑者の国選弁護人2人は「勾留の理由や必要性がない」として勾留の取り消しを求めたが、京都地裁は5月29日に準抗告を棄却し、最高裁も特別抗告を6月5日に棄却した。9日に開かれた勾留理由開示の手続きにて、京都地裁は出廷した被疑者本人に「事案の性質や犯行の様態、精神状態などを考慮すると、逃亡や罪証隠滅の恐れがある」と説明した。同日、京都地方検察庁は事件当時の被疑者の精神状態を調べるため、9月10日までの鑑定留置を京都地裁が認めたと発表した。そして12月10日までの鑑定留置を経て、京都地検は「刑事責任能力に問題はない」と判断し、12月16日に5つの罪状（逮捕容疑と同一）で起訴した。なお、起訴段階で負傷者の数を33人から32人に変更した。

## 動機
犯行の動機は、Aの小説を京アニ側が盗用したとの思い込みが募り、筋違いの恨みであることが判明した。
|            | Free!                                                                                | ツルネ                                                                  | けいおん!                                                      |
| ---------- | ------------------------------------------------------------------------------------ | ----------------------------------------------------------------------- | -------------------------------------------------------------- |
| 京アニ作品 | 「水泳部地方大会進出」と書かれた学校の垂れ幕が風に吹かれ、下に柔道部の垂れ幕が見える | 登場人物が肉を買い物かごに入れる際、別の登場人物が2割引きの肉を見つける | 登場人物が後輩に「私、留年したよ」と言う                       |
| Aの小説    | 垂れ幕が登場する場面がある                                                           | ヒロインが5割引きの総菜を買いあさる場面がある                           | 男子高校生が担任に「このままだと留年だよ」と言われる場面がある |

京都地裁は第一審判決の判決理由で、Aが自身の小説を京アニに落選・盗用されたと思い込み、その落選に関与していると信じていた「闇の組織のナンバー2」に対し「つけ狙うのをやめるよう伝えるため、犯行を決意した」と認定している。

## 刑事裁判

### 第一審

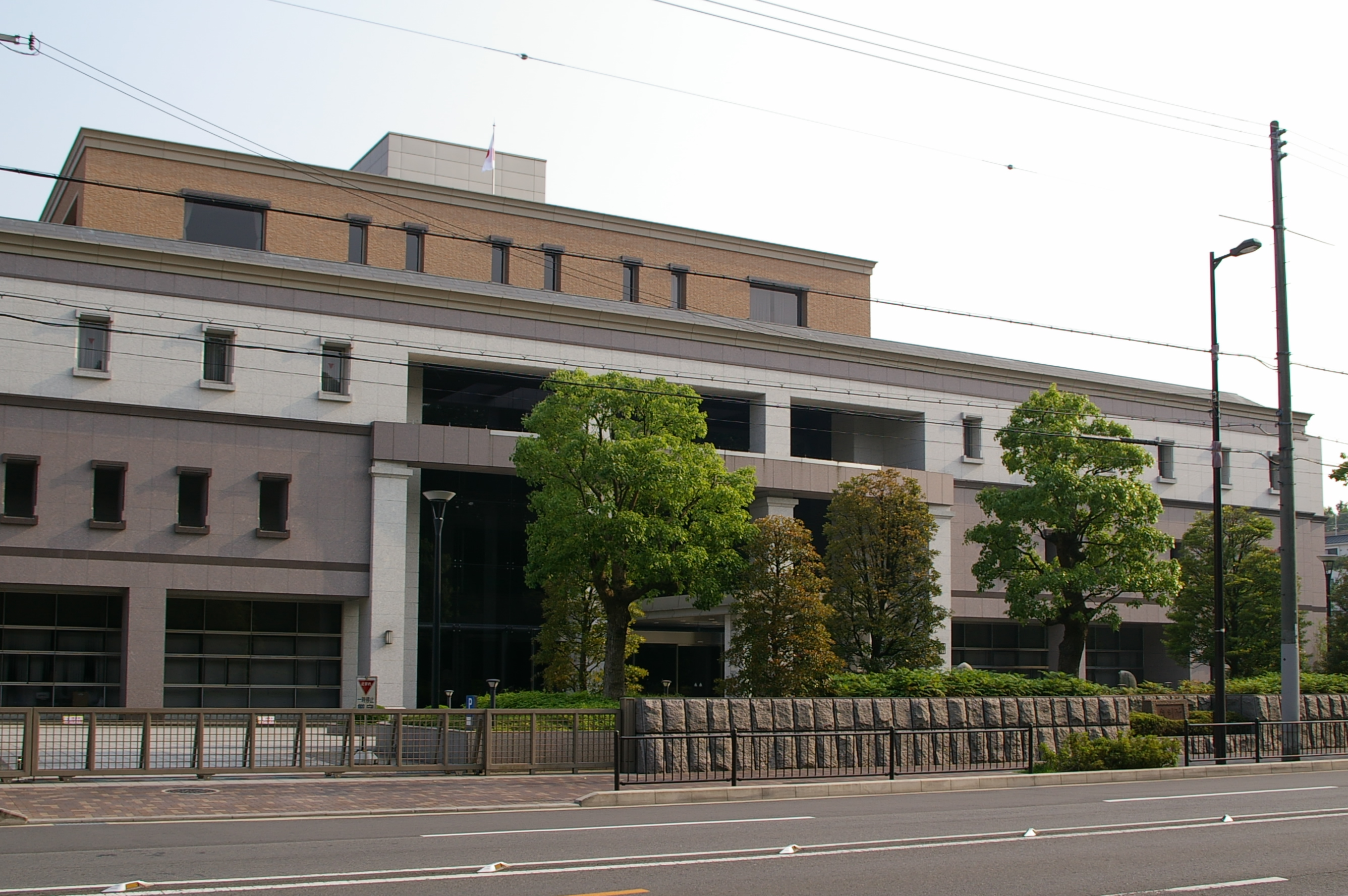
刑事裁判の第一審が行われた京都地方裁判所

被告人Aの刑事裁判の第一審は裁判員裁判の公判により、京都地裁第1刑事部（増田啓祐裁判長）で審理された。裁判長は増田啓祐、陪席裁判官は棚村治邦・尾﨑晴菜の2人。京都地裁における事件番号は令和2年(わ)第1282号（建造物侵入、現住建造物等放火、殺人、殺人未遂、銃砲刀剣類所持等取締法違反事件）。
公判では起訴事実については争われず、Aの事件当時の刑事責任能力の有無・程度が最大の争点となった。起訴後には弁護側の申請を受けてAに対する2度目の精神鑑定が実施され、2022年（令和4年）3月中旬にその鑑定結果が出た。

#### 公判前整理手続
第1回公判前整理手続は2023年（令和5年）5月8日に京都地裁（増田啓祐裁判長）で行われ、同月12日の同手続で、同地裁は全32回の公判期日を指定した。その後、公判期日数は予備日を除いて計25回、予備日を含めて計32回と報じられている。
京都地裁は複数の被害者遺族の意向を踏まえ、複数の犠牲者の氏名などを法廷で非公開にする決定を出したが、性犯罪などを除くとこのような決定が出ることは異例とされている。初公判では死亡した36人のうち、遺族が実名での呼称を希望した17人を除く19人と、負傷者全32人、怪我がなかった2人については実名を伏せ、死亡者については「別表1の2」、負傷者については「別表2の30」などと数字で読み上げた。これは「被害者特定事項」（氏名や住所など、被害者の特定に繋がる情報）を被害者の名誉・社会生活の平穏が著しく害される恐れがある場合などに限って公開の法廷で秘匿することが認められるとする刑事訴訟法の規定に基づく。
2023年8月9日、本裁判における裁判員の選任手続が京都地裁で行われ、裁判員6人と補充裁判員6人が選任された。京都地裁は2017年に裁判が行われた関西青酸連続死事件（920人）に次ぐ500人の候補者を選出したが、長期審理になることから辞退者が相次ぎ、当日の選任手続に出席したのは全体の12.6%となる63人だった。

#### 公判

##### 初公判
2023年9月5日に初公判が開かれ、罪状認否で被告人Aは起訴事実を認めたが、自身の犯行によってこれほど多数の死者が出るとは思わなかったという旨を述べた。
Aの弁護人は起訴内容については争わなかったが「闇の人物」が京アニと一体となって自分に嫌がらせをしているという妄想を抱いた末に犯行に至ったと主張。事件当時のAは精神障害の影響により、責任能力が欠如した心神喪失の状態だったとして無罪を主張した上で、仮にこの主張が認められなかった場合でも心神耗弱として量刑を減軽すべきだと主張した。
一方で検察官は、犯行動機は筋違いの恨みであり、現場スタジオを犯行前に下見した上で犯行に用いる道具やガソリンを購入し、犯行当日にも計画通り実行するか否かを迷った末に実行することを選んだと主張。犯行時には「小説を盗作された」「公安に監視されている」といった妄想はあったが、それに支配されていたわけではなく、完全責任能力が認められると主張した。また検察官は冒頭陳述で、Aが事件の約1か月前（2019年6月18日）、思い通りにならないことが続いたことから自暴自棄になり、包丁6本を持って自宅近くの大宮駅（埼玉県さいたま市大宮区）に行き、無差別殺人事件を起こそうとしたが断念していたと指摘した。

##### 被告人質問
Aに対する被告人質問は2023年9月7日に初めて行われた。証言台に立ったAはまず、自身の名を述べマイクテストをした。終始、淡々とした様子で答えた。
「昨日、事件直後の音声を聞きましたよね」と弁護人が質問すると、Aが「はい」と答え、続けてAが事件直後、警察に犯行理由を訊かれ複数回発した「お前ら全部知ってるんだろ」という発言に対し「お前ら」とは誰のことかと弁護人に訊かれ、少し考え込んでから「警察の公安部になります」と答えた。Aは以前から「公安部に監視されている」と妄想していたためか、理由を「火災で消防よりも警察が早く来るのに疑問を感じた」としている。
弁護人の質問に対し、Aは「（放火で負ったやけどで）立って歩くことができず、（植皮治療で）汗腺を失ったため、頭と胸以外で汗をかかない」「箸やフォークは使えるが、重いものを持つのは難しい」などと自身の身体について述べ、両腕を交互に上げた。
弁護人は「A被告が生まれてから事件を起こすまでの経緯を時系列に沿って質問していく」と述べた。
2023年9月20日に被害者参加制度を利用した、遺族によるAに対する直接の質問がこの日、この事件で初めて行われた。遺族だけではなく、遺族側代理人弁護士も参加した。
最初に、事件に巻き込まれて死亡した、当時京都アニメーション取締役で作画監督であった池田晶子の夫が深呼吸をし、質問に臨んだ。夫はAに対して「Aさん」と呼びかけ「自分の妻はターゲットでしたか。池田晶子は知っていますか」と質問。Aは「作画監督として勤めているという認識は少しはありましたが、厳密に誰かを狙うというより、『京都アニメーション全体』を狙うという認識でした。誰か個人をという考えは、申し訳ないが、なかったです」と考えを述べるとともに否定した。次に「放火殺人の対象者に家族、特に子どもがいることは知っていましたか」との質問に対しても「申し訳ございません。そこまで考えなかったというのが自分の考えであると思います」と初の謝罪の意を表明しつつ否定。この返答の際、Aは質問されてから少しため込んでいた。夫は、質問に際し時折声を震わせていたが、Aは夫の方を向くことはなく、変わらず淡々とした様子で答えた。そして、被害者と遺族、傍聴者の中には、涙を流す者もいることがうかがえた。
犠牲者の一人、事件当時22歳だった女性アニメーターの母親からの「娘は、被告が盗作されたと主張するアニメの制作後に入社した。そうした社員がたくさんいたが、すべて焼け死んでもよいと思っていたのですか」との主張と質問に対しても、Aは「そこまでは考えが及ばなかったです」と否定した。また、生存者の証言でAが放火直前に発した「死ね」との発言について問われると「本心で間違いないです」と認めた。
一方で、別の遺族の代理人弁護士からは「事件の直前に被害者のことを考えなかったのですか」との再三の問いに対し、Aは「京都アニメーションは自分の作品を盗んだのですから」などの一点張りで回答になっていない返答があり、代理人の質問に対し「逆に聞くが、（小説を）パクった京アニは良心の呵責（かしゃく）はなかったのか」と怒り心頭で逆質問し、裁判長から注意を受けた。この発言について別の代理人が問うと「自分はどんな罰も受けなければならないが、京アニが自分にしてきたことは全部不問になるのですか」と反論した。これに対し、池田の夫からは「たとえ盗作されたとしても、人を殺していいのか」と反論したあと、マスメディアの取材を受け「自分の責任を分かっていない上、相手に転嫁する。幼稚すぎる」「そんな幼稚な理由で晶子は殺され、子どもが苦しい思いをしているのか。被告に訊いたことで、余計に気持ちがしんどくなった」と嘆いた。
被告人Aは「第1スタジオにいた人はすべて死んでもいいという認識でした」と述べ「自分が死ぬ気持ちがありましたか」という代理人の問いに対し「そこまでの思いはなかったです」と犯行当時の自身の気持ちについて述べた。
また論告求刑前最後の公判となった12月6日の第21回公判で、Aは被害者や遺族に対する謝罪の意思を初めて明確に示した一方、小説のアイデアを盗用されたとする点については従来の主張通り「やはり京アニの方も（盗用を）やってきたという思いは正直ある」と述べた。

##### 責任能力について
10月23日から11月6日まで、Aの責任能力に絞った審理が行われた。まず、同日には検察側の要請を受け起訴前に行った精神鑑定の医師が証言し「被告は妄想性パーソナリティー障害で犯行の対象に京アニを選んだ点は被害妄想が影響を及ぼしたが、それ以外の犯行時の行動には影響はほとんどみられない」とする鑑定結果を明らかにし「犯行にいたった主な要因は小説にまつわる現実と被告の性格傾向によるものだ。小説が落選し、小説家の夢を断念したことで妄想が大きくなり、犯行に影響を与えているが、あくまで補助的なものだ」と述べた。
一方で26日には、弁護側の要請を受け起訴後に精神鑑定した医師が「被告は犯行時から現在にかけて重度の妄想性障害にかかっていて、妄想は犯行の動機を形成している」とする鑑定結果を明らかにし、妄想が影響して人を信用できず孤立し困窮したことが犯行につながり、妄想の世界で被害を受けていることが影響し怒りやすく、攻撃的な行動に出やすくなっていたなどと説明した。
30日に二人の医師が同時出廷し、検察の依頼で鑑定した医師は「京アニに小説を盗作されたと考えたあと犯行にいたるまで、直接抗議するなど現実的な行動は起こしていない。妄想は被告の言動に著しい影響を及ぼしていない」と述べた一方、弁護側の請求で鑑定した医師は「京アニに対しては『盗作され続ける』と妄想し、関係を絶つために犯行に及んだ」と述べ、妄想が犯行に影響したとした。6日の中間論告、弁論で責任能力についての審理は終了した。
| 鑑定医師 | 責任能力の有無                                                                      | 理由 | 犯行動機 |
| -------- | ----------------------------------------------------------------------------------- | --- | --- |
| 検察側   | 犯行はAのパーソナリティーによるもので責任能力が著しく減退していたとは到底言えない。 | 放火殺人は重大犯罪とわかっており、引き返すという選択肢もあったにも関わらず、みずからの意思で実行することを決断した。思いとどまることが期待できる状態だった。 | 幼少期の不遇な環境や仕事が続かなかったことなどから『真面目にやっているのに他人が足を引っ張るせいでうまくいかない』という思考を持ち、他者に攻撃を向けるという行動パターンが現れたものである。盗作されたといった妄想は、被告の怒りや焦燥感を強化した程度で、本質は筋違いの恨みである。 |
| 弁護側   | Aは重度の妄想性障害だった。検察が依頼した医師の精神鑑定は、信頼することはできない。 | Aが小説を落選させたと話す『闇の組織のナンバー2』に対する情報が欠けている。この妄想は被告の精神世界や現実を大きく支配しているが、その妄想が抜け落ちている。   | 被告の妄想が現実の行動に影響しているのは明らかで、検察が依頼した医師の鑑定はこれを除外しており、信頼することはできない。事件を起こすことをためらったことと、善悪の区別ができることは同じではないことや、妄想の内容が直接事件を起こすことを命じるものでなくても、その影響で事件を起こすことはありえること、「今はやりすぎた」と思っていることと事件当時に責任能力があったことは同じではないことを踏まえて判断するべきである。10年以上、あらがえない妄想の世界で翻弄され、苦しみ続けてきた。Aは、自分がやろうとしていることがやってはいけないことと認識し、思いとどまる力がなかった。 |

##### 被害者遺族の意見陳述
11月27日の第17回公判より量刑判断についての審理が開始された。3つに分けられた一連の裁判の最後の工程で、12月の結審までこの審理が行われた。
最初の審理となったこの日では、検察側が事件はAの「筋違いの恨みによる復讐」であると強調し、重視すべき事柄として「被害者の肉体的苦痛、恐怖や絶望感、負傷者の後遺症や自責の念、遺族の絶望感や喪失感」、ガソリンを用いた計画的犯行の危険性や残虐性を挙げた。弁護側は憲法で残虐な刑罰を禁じる規定があることを紹介し「死刑を科すことが残虐な刑罰かどうかを念頭に置いてほしい」「被害者や遺族の意見陳述は裁判の証拠ではない」と強調して「たくさんの悲しみ、怒り、やるせなさに触れると、裁判員がその立場になってしまい、証拠の認識を曲げてしまう」と心配していると述べた。
この事件の裁判では、被害者参加制度を用いて約80人の遺族が参加し、意見陳述を行った。後述の最終論告が行われた12月7日の公判では、この事件で亡くなった池田晶子の夫が裁判員に一人一人に語りかけるように意見陳述を行い、Aへの厳刑を求めた。
その他にも、論告求刑公判までの間に生存者や被害者遺族が意見陳述を行い、厳刑やAへの反省・謝罪を求めた。

##### 死刑求刑・結審
2023年（令和5年）12月7日の第22回公判で、第一審の審理は結審した。同日は検察官による最終論告と弁護人による最終弁論がそれぞれ行われ、検察官は科刑意見として被告人Aを死刑に処し、柳刃包丁6本を没収することが相当であると意見陳述した一方、弁護人はAは事件当時心神喪失状態にあったとして無罪とするよう求めた。
検察官は論告で、事件の性質について「他に類例を見ない凄惨な大量殺人事件」「殺人、殺人未遂事件として日本刑事裁判史上、突出して多い被害者数」と評した上で、強固な殺意に基づく計画的な犯行であり、犯行態様も極めて危険で非道・残虐なものである点、犯行動機は筋違いな逆恨みという理不尽かつ身勝手なものである点、遺族や被害者の処罰感情の峻烈さ、社会的影響の重大性、そして被告人Aの年齢・前科・犯行後の情状（更生や被害者・遺族に対する慰謝が期待できない点）を挙げ、最高裁が示した死刑適用基準に照らしても極刑を回避すべき事情はないと主張した。またAの事件当時の責任能力に関しては、妄想は動機の形成に影響してはいたが限定的であると主張した。
加えて池田晶子の夫と被害者8人の遺族の代理人もそれぞれ意見陳述を行い、前者はAが過去に犯罪を重ねた後、更生に2度失敗していることや、弁護側から「妄想を理由に犯罪を起こさないよう施されるべき治療計画」について十分な説明がないことを指摘した上で「社会が理解可能な判決と異なる判決が出た場合、犯罪への抑止が弱まり類似事件が増える危険性がある」などと述べ、被害者・遺族の無念だけでなく、Aによる再犯の防止・同種事件の再発防止といった観点からも死刑に処すべきだと求めた。また後者は犯行には酌量の余地がないこと、Aの供述は罪の意識や反省の念を感じさせるものではなく、遺族の心情を逆撫でしているものであることなどを主張し、死刑に処すことを求めた。
一方で弁護人は、絞首刑による死刑執行は憲法第36条で禁じられた「公務員による残虐な刑罰」に該当すると主張した上で、事件当時のAは責任能力が減退しており、結果の重大さを予期することができなかったとして、心神喪失として無罪にするか、心神耗弱として刑を減軽すべきであり、仮にそれらの主張が認められず、検察官の主張通り完全責任能力が認められたとしても、死刑を選択すべきではないと主張した。最終意見陳述で、Aは裁判長から最後に言いたいことはあるかと問われると「質問に答えるとか自分でできる範囲でちゃんとやってきたので、この場において付け加えて話すことはございません」と陳述した。

##### 死刑判決
2024年（令和6年）1月25日に判決公判が開かれ、京都地裁第1刑事部（増田啓佑裁判長）は求刑通り、被告人Aを死刑に処する判決を言い渡した。
判決公判では23の傍聴席に対し、409人が傍聴を希望し、倍率は17.79倍となり、これまでの公判では最高であった。同地裁は10時30分の開廷後証拠整理を行い、30分の休廷を挟んで11時より判決の言い渡しに入った。増田裁判長は「有罪判決ですが、主文は後回しにします」と告げて判決文の読み上げを開始した。その後正午前に一部の証拠調べを再開するためにいったん審理を再開し、改めて結審した上で13時より言い渡しを再開、合計3時間に渡って以下のような判決理由を読み上げた上で、13時40分に主文を宣告した。
責任能力に対する認定
同地裁は判決理由で、Aの事件当時の責任能力について検討し、Aは事件当時は検察側の主張する「Aは妄想性パーソナリティ障害に罹患していた」という主張を退け、弁護側の主張する妄想性障害に罹患していたことを認定した上で、Aの性格傾向については「独善性、猜疑心が強い、怒りやすい、攻撃行動をしやすい」という傾向があると認定した。その妄想が「京アニを攻撃しなければならない」という動機の形成に影響したことを指摘し、犯行を思いとどまる能力が多少低下していた疑いは否定できないと判断した。
しかし京アニに「小説を盗用された」と思い込み「やられたらやり返す」との考えから京アニへの報復を決意し「言っても無駄だ」との考えから抗議などの合法的な手段を検討せず、また「盗用」を知らない従業員も全員連帯責任を負うものとして、京アニ従業員全体を狙った大量殺人ないし放火殺人という攻撃手段を選択した――というAの考え方は、A自身の経験に基づく、Aの攻撃的な性格傾向と一致するものであり、そこに妄想の影響はほとんど認められないと判断した。
また放火殺人を「よからぬこと」と考え「良心の呵責」から犯行直前に逡巡していたことや、自己の行為が犯罪に当たるという認識を前提とした合理的な行動を取っていたこと、京アニへの放火殺人を考え始めた2018年11月から約8か月間にわたって犯行を思いとどまったりしていた点などから、善悪を弁別する能力、およびその弁別に従って行動を制御する能力は有していたと認定した。
以上の事実から、弁護人の主張するような心神喪失もしくは心神耗弱の状態ではなく、検察官の主張するように完全責任能力を有した状態であったと認定した。また弁護人はAの健康状態（特に犯行による負傷状況）を理由に、Aに絞首刑を執行することは憲法第36条で禁じられた「残虐な刑罰」に該当すると主張していたが、京都地裁は絞首刑を合憲とした最高裁判例を理由に主張を退け、負傷状況にある死刑確定者への絞首刑執行が同条に違反するかについては、実際に刑を執行する時点で執行機関がその時点での死刑確定者の身体状態などを考慮した上で判断すべきものであると判示した。
量刑理由
以下の点から「Aに対する死刑はやむを得ない」と結論付けた。
- 犯行結果 - 36人の人命が奪われ、34人が生命の危機に瀕して肉体的・精神的苦痛を受けたほか、京アニは当時の全従業員の4割が被害を受けて2割が死亡するという未曾有の被害に遭い、2019年以降の売上や作品制作ペースは事件前の半分となった。京アニが意図的にAの小説を落選させたわけではなく、小説のアイデアの盗用などできるはずがない。被害者や京アニに一切の落ち度がないことは明白である。
- 犯行態様 - 強固な殺意に基づく計画的な犯行であり、極めて危険で残虐な犯行態様である。弁護人はAが建物の構造・建物内にいる人数を知らず、過去のガソリンを使用した放火殺人事件に関する知識から、1階に火が回り8人程度が死亡することは想定していたが、2・3階にいる人にまで被害がおよぶことは想定していなかったのであり、被害結果を十分わかった上で放火した場合と同じ程度の非難はできないなどと主張するが、被害に遭った第1スタジオは建築基準法を始めとする法令に従った防火対策がなされていた。螺旋階段や西側階段などの建物構造も一般的なもので、火災の拡大が殊更に危惧されるような特異な構造ではない。36人という多数の死者が生じた主な原因はAが出入口のある1階で多量のガソリンを撒いて火をつけたことであり、建物の構造の影響は限定的で、Aの刑事責任が減じられる事情にはならない。Aは第1スタジオ内に従業員が多数いることや、自身の行為の危険性の高さを認識していた以上、2・3階にいた従業員らにも被害がおよぶことは十分認識できたはずであり、かつそのような発生結果を意欲していたのだから、全ての結果について責任非難を免れない。
- 犯行動機 - 精神障害の影響により責任能力は多少低下していたとしても、大きく減退していたとまでは認められない。
- 犯行に至る経緯・背景 - Aは幼少期に父親から虐待を受けた影響などから独善性・猜疑心が強い性格傾向が形成されており、それが犯行に影響した疑いは否定できないが、虐待が犯行に与えた影響の程度は限定的で、責任非難を特に減じる事情ではない。
- 被害感情 - 遺族や殺人未遂の被害者らの処罰感情は峻烈であり、被害感情が厳しいのは当然である。
- 社会的影響 - 技術力が高く数々の著名なアニメーションを生み出し、作品を見る人々に感銘を与えていた京アニの社屋が放火されて全焼し、多くの従業員が犠牲となった重大事件で、稀に見る被害の大きさもあって社会に衝撃を与えた。模倣犯が生じるおそれも見過ごすことはできない。
- 犯行後の情状 - Aは公判で審理が進むにつれ、被害者や遺族への謝罪の言葉を述べ、Aなりに一応反省の態度を示しているが、「自分がしたことの大きさから目を背けることが多い」と述べたり、遺族や被害者らの感情を逆撫でするような表現で発言したりなどしており、被害の実態や被害者らの実情に十分向き合えていないと言わざるを得ない。

以上の理由から、罪刑の均衡の見地からも一般予防の見地からも法が定める最も重い刑である極刑をもって臨むほかないとして、弁護人の主張する事情（建物の構造や被害結果についてのAの認識など、犯行の動機形成に妄想性障害による妄想が影響している点、幼少期の虐待や生活の困窮・周囲からの孤立など）はいずれも特に責任非難を低下させる事情とはなり得ないと判断し、反省・改善可能性についても真摯な反省がなく、あまり改善が期待できないとして、犯行に至る経緯・背景にAに帰責できない面がないとは言えない点、一応の反省の情を示しており、改善可能性が皆無とは言えない点など、Aにとって有利に斟酌すべき事情を最大限に考慮しても、死刑を回避しうる事情は見いだせないと結論付けた。
なお京都地裁は、判示第1の所為である36人に対する殺人罪と34人に対する殺人未遂罪、及び現住建造物等放火罪に対しては死刑を、判示第2の所為である銃刀法違反には懲役刑をそれぞれ選択したが、いずれも刑法第45条で規定された「併合罪」の関係にあるため、実際に適用された刑は最も犯情の重い判示第1の殺人罪の刑（死刑）と、京都地方検察庁で保管中の柳刃包丁6本の没収のみで、それ以外の刑は科されなかった。
増田裁判長は「最後に主文を告げますが、被告人よろしいですか」と告げた上で「被告人を死刑に処する」と2度読み上げた。その際Aはうなずきながら黙って聞き、13時43分の閉廷の際にうつむきながら退廷していった。15時15分からおよそ1時間、裁判に参加した裁判員たちが記者会見を開き、意見を述べた。
Aの弁護人は判決を不服として、翌26日に大阪高等裁判所へ控訴した。Aは同日、戸田和敬（『朝日新聞』記者）と大阪拘置所で接見した際、判決については「厳粛に受け止めたい」「極刑は避けられないだろうと思っていた」と述べているが、戸田はA本人からも控訴する意思が窺えたと評している。その後、2月7日付でA本人も大阪高裁へ控訴した。
またAは、判決後の29日と30日の2日間にわたって遺族である池田晶子の夫と面会した。夫がまず「本当に話したいことを話して」と伝えると、Aはしばらくした後アニメについて長い時間を使って話した。30日の面会では何かメッセージはないかとの問いに対して頭を下げて謝罪し、控訴理由については「鑑定医に言ったことが全て妄想にされてしまった」「そのことについて発信したいことがあった」と述べた。

### 控訴審

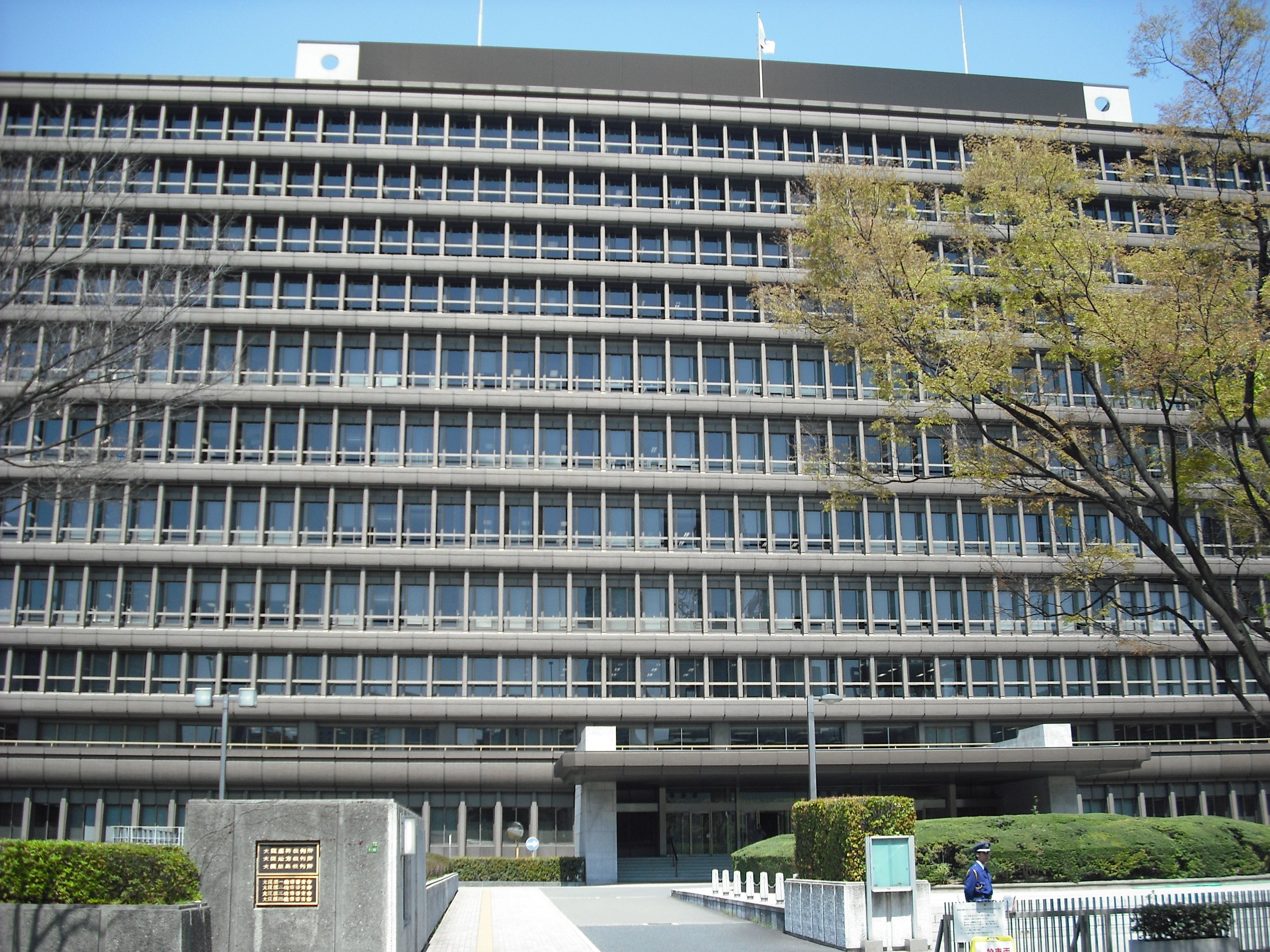
控訴審の審理が行われる予定だった大阪高等裁判所

大阪高等裁判所で開かれる予定の控訴審では、第一審と同じく責任能力の有無と程度が争点になるとみられていた。弁護側の控訴趣意書提出後に検察側が反論を検討するため、期日の確定には時間を要し、翌2025年（令和7年）1月時点でも公判日程は未定であった。
9月30日、Aの弁護人は大阪高裁に対し主張をまとめた控訴趣意書を提出した。弁護人は第一審で実施されたAの精神鑑定を担当した医師とは別の医師による意見書を提出し、精神鑑定結果そのものではなく地裁による鑑定結果の評価の誤りを主張する方針であった。

#### 控訴取り下げ・死刑確定
しかし2025年（令和7年）1月27日付で、Aは自ら控訴取下書を大阪高裁に提出した。これを受けて大阪高裁は刑事事件の審理は終わった扱いとし、刑事訴訟法上はこの控訴取下げをもってAの死刑判決が確定した。控訴取り下げの理由は当初は明かされていなかったが、後述の控訴審再開の協議の際、Aは一審で自身の主張を「妄想」とされたことや、控訴審でもその主張が続けられることに強い不満を抱いており、その不満が控訴取り下げに繋がったと弁護人に話していることが明らかになった。
突然の裁判の幕引きに、事件の遺族からは戸惑いの声が上がった一方で、Aの治療を行った医師は「裁判に立たせたことに意味があった」「罪と罰に向き合うつもりで取り下げていて欲しい」と述べた。『京都新聞』の記者は取り下げ後の同年2月3日、Aが収監されている大阪拘置所へ接見を申し入れたが、拘置所職員から「刑が確定したため面会できない」と説明されており、既に拘置所からAに対し、刑確定が告知されたとみられている。
これに対し、Aの弁護人は控訴取り下げを無効とするよう、1月30日付で大阪高裁に申し入れた。死刑事件で控訴取り下げが無効と認められた事例としては、過去に藤沢市母娘ら5人殺害事件（1995年に最高裁が被告人の控訴取り下げを無効とする決定を出し、公判再開）や寝屋川市中1男女殺害事件（被告人が2度にわたって控訴を取り下げ、2019年に大阪高裁が控訴取り下げを無効とする決定を出したが後に差し戻し、2021年に控訴取り下げが有効とする決定が確定）などの実例があるが、そのような事例は稀であり、ほとんどが「取り下げは有効」と認定されている。2月28日に大阪高裁で控訴審再開の協議が非公開で行われ、弁護人は前述の「控訴取り下げの経緯」について説明し、「Aは正常な判断ができていなかった」と無効とするよう求めた。

## 犠牲者の実名報道

### 経緯
7月19日の記者会見では、京都府警と伏見警察署は身元が特定された被害者は速やかに公表すると発表したが、22日に京都アニメーションは遺族のプライバシー保護のために実名報道を控えるよう要請した。遺体の損傷は激しく、全員のDNA型鑑定が必要な他、対面確認時の家族らの精神的ショックなどに配慮し、京都府警が手続きを慎重に進めたため、身元特定は難航したが、2019年7月25日、京都府警は死亡した34人全員の身元を特定したと発表。すでに遺族に対する遺体の引き渡しが始まっており、警察は身元の公表時期や方法について京都アニメーション側と協議していた。7月27日に更に1人が死亡した。
その後、8月2日に遺族と実名報道の了承が得られた10名の氏名を公表した。公表直後に1人の遺族より京都府警を通して匿名への変更を希望する申し出があり、フジテレビは犠牲者1人の犠牲者の実名報道を控え、NHKは一旦発表した犠牲者1人の記事を削除した。一方、翌日の全ての全国紙は10人全員を実名報道し、中日新聞・産経新聞・日本経済新聞・スポーツニッポン（共同通信社）は遺族の申し出の存在に言及しつつ、実名報道の原則を掲げている。8月20日、京都府警が公表を控えていた被害者の身元について、在洛新聞放送編集責任者会議から「事件の全体像が分からない」との懸念を踏まえ「過去の事件に比べても極めて異例」として速やかな公表を求める申し入れ書が提出され、先例を作らないよう要請された。
8月27日、京都府警は氏名未公表だった25人の犠牲者について、25日に最後（全員）の葬儀が終わったことにより実名を公表した。同時に、京都府警は25人中20人については遺族が公表に難色を示したり拒否をした、また遺族の中でも意見が分かれる事例があったと発表した。一方で、遺族の一部は「そのような（公表を拒否するような）発言はしておらず、公表に前向きである」と府警の発言を否定するコメントを出している。また公表当日、実名報道を了承した遺族の一人が伏見警察署で記者会見に臨み、犠牲となった息子の経歴や事件発生以降の様子を語ると同時に「決して『35分の1』ではなく、息子や被害者の個々の名前を長く残してほしい」「宇治、伏見に行けば息子の名前が見られる、慰霊碑のようなものを残してほしい」と述べた。
残り25人の犠牲者の氏名が公表された当日のテレビ局、および翌日の全国紙は全て実名報道を行った一方で、一部の報道機関は実名報道を見合わせた。実名を報道した報道機関並びに京都府警察は、次のような声明を出している。
NHKは、事件の重大性や命の重さを正確に伝え社会の教訓とするため、被害者の方の実名を報道することが必要だと考えています。そのうえで、遺族の方の思いに十分配慮をして取材と放送にあたっていきます。—NHK NEWS WEB（2019年8月27日）
朝日新聞は事件報道に際して実名で報じることを原則としています。犠牲者の方々のプライバシーに配慮しながらも、お一人お一人の尊い命が奪われた重い現実を共有するためには、実名による報道が必要だと考えています。—朝日新聞（2019年8月28日朝刊1面）
毎日新聞は、事件や事故の犠牲者について実名での報道を原則としています。亡くなった方々の氏名を含め正確な事実を報じることが、事件の全貌を社会が共有するための出発点として必要だと考えます。遺族の皆様への取材に関しては、そのご意向に十分配慮し、節度を守ります。—毎日新聞（2019年8月28日朝刊1面）
産経新聞は不条理な形で肉親を奪われた遺族の悲嘆を深く受け止めます。一方で性別と年齢だけでは失った存在の大きさを伝えられません。優れた作品を世に送り出した一人一人が刻んだ人生を実名によって伝えることこそが、悲しみを社会で共有し、卑劣な犯罪を検証して、再発防止につながる道になると考えます。—産経新聞（2019年8月28日朝刊28面）
日本経済新聞は殺人など重大事件の報道で、尊い命が失われた重い現実を社会全体で共有し、検証や再発防止につなげるために犠牲者を原則実名報道としています。今回も事件の重大性を考慮し、実名で報じる必要があると判断しました。—日本経済新聞（2019年8月28日朝刊40面）
京都新聞社は、犠牲者全員の身元を実名で報じます。関係者の安否を正確に伝え、事件を社会全体で共有するには、氏名を含む正確な情報が欠かせません。尊い命を奪われた一人一人の存在と作品を記録することが、今回のような暴力に立ち向かう力になると考えています。これまでの取材手法による遺族の痛みを真摯に受け止めながら、報道に努めます。—京都新聞（2019年8月28日朝刊1面）
ご遺族と、実名に反対している京都アニメーション側の意向を丁寧に聞き取りつつ、葬儀の実施状況などをみて広報の方法と時期を慎重に進めた結果だ。（理解が得られたかは）人それぞれだが、丁寧に説明を尽くした。（臆測が飛び交うなど）匿名によるデメリットも考慮した。—京都府警・西山亮二捜査1課長、毎日新聞（2019年8月28日朝刊29面）
10月3日、19社の東京都所在の報道各社で構成される在京社会部長会は、今後は速やかに被害者の実名を公表するよう警察庁に対し申し入れを行った。だが、10月4日に死亡した社員についても、京都府警は翌日の死亡発表の時点では氏名の公表を控えた。そして11日、遺族は実名報道を拒否しているものの、葬儀が終わったことと「事案の重大性と公益性を勘案した」という従来と同じ理由により公表に踏み切った。
前述のように第一審の初公判では犠牲者36人のうち19人は匿名とされたが、『京都新聞』は第一審の初公判を報じた2023年9月6日の朝刊で、犠牲者36人全員の氏名を一覧で報じ、その理由については以下のように説明した。
事件で奪われたお一人お一人の命の重さを伝えるとともに、事件の全体像を社会で正確に共有するには、実名の報道が欠かせないと考えるからです。ただし、審理を伝える記事で、匿名審理となった被害者の実名については、掲載の是非を慎重に判断します。—京都新聞社
その後、遺族による被告人質問の詳報では匿名化された犠牲者の遺族については「被害者「別表1のXX」の〔続柄〕」と、実名で審理された犠牲者の遺族については「寺脇晶子さんの夫」「武本康弘さんの父親」などの形で表記されている。

### 反応
多くの遺族の反対を押し切り、8月27日に京都府警が実名を公表し、報道機関が実名報道したことには、SNSなどで議論を呼んだ。なお、この事件の犠牲者の実名報道については、警察庁が京都府警に遺族の同意を得るよう指示し、それを受けて府警は取材の可否や窓口の有無をマスメディアに通達した。
この事件ではメディアスクラムを避けるため、報道各社で取材を拒否する遺族の意向を共有し、なるべく各社まとめた形で取材を行い、且つ遺族の自宅周辺などの聞き込み取材は最小限に留めるなどの対策が取られた。一部の遺族は、夜中に帰宅した際に強引にテレビ局から取材を申し込まれた、撮影のために勝手に遺影や遺骨を動かされたと批判している。京都アニメーションの八田社長夫妻も、事件当日の夜は自宅がテレビ局の車両に囲まれていたために帰宅できなかった。
その後もスタジオや社員の自宅をマスメディアが囲み続けたため、代理人弁護士の桶田は定期的な情報提供と引換に撤収を求めた。遺族の勤務先に取材に訪れた記者や、葬儀会場で遺族を無断撮影しようとして警察官から退出を求められた記者もおり、そうした遺族と記者の間で起こったトラブルリストが京都府警の警察官の間で共有されていた。犠牲者の実名発表が行われた8月27日の夜、代表記者が（記者会見を行った1遺族を除く）犠牲者宅24軒を訪問したが、6軒で京都府警の支援要員により門前払いを受けた。京都新聞の記者が来訪を詫びた手紙を書き置いても、読むつもりはないと複数の遺族から抗議を受けた。
京都新聞社はこの事件で取材する側の経緯、これまで被害者を匿名にしたことや、警察発表をそのまま記事にしたことにより遺族から反発を受けた過去を説明するとともに、国会議員が総理大臣官邸へ実名報道を控えるよう要請した経緯（#政界の対応）を、警察の権力行使への介入として問題視している。京都新聞社の社員である広瀬一隆は、不正確な情報の流布防止および将来的な検証可能性のための実名報道の必要性を主張している。
過去にメディアスクラムによる報道被害を受けた犯罪被害者遺族（神戸連続児童殺傷事件・桶川ストーカー殺人事件など）からも、社会の一員としての責務や犠牲者の名誉、時間と共に遺族とマスコミとの関係が変化すること（例えば遺族が法や制度の不備を改正するよう求めるキャンペーン活動を始め、マスコミがそれを報じる）などを理由に、実名報道の意義を指摘する声が挙がっている。
一方、報道機関における実名報道の必要性について一貫した論理の欠如があるという主張、警察による実名発表の場が記者クラブに独占されている問題があるという主張、マスメディアによる実名報道の真の動機は捜査当局から情報のコントロールを奪うためという主張、マスメディアが事前に犠牲者の個人情報を把握しておきながら警察発表まで待ち、実名の真偽の責任を警察に負わせているとして矛盾があるとする主張などもある。

### 備考
本事件と類似する、2021年12月17日に発生した北新地ビル放火殺人事件においては、本事件とは異なり（身元確認に時間を要する）焼死者はいなかったものの、被害者の実名は判明直後に公表・報道された。

## 影響

### 作品・イベント
『Free!』
京都アニメーションが制作を行っているアニメ『Free!』の製作委員会は、2020年夏に公開予定だった新作劇場版に関する続報公開を中止した。11月11日、新作劇場版について、諸般の事情により公開時期を延期することが発表された。
『ヴァイオレット・エヴァーガーデン 外伝 -永遠と自動手記人形-』
2019年9月6日から公開が始まった『ヴァイオレット・エヴァーガーデン 外伝 -永遠と自動手記人形-』は事件の前日に完成しており、当初は2週間限定公開の予定であったものが3週間限定公開に延長され、上映館数も予定より増えることとなった。京都アニメーションでは従来「1年以上の経験を有しないスタッフ」はエンドロールにクレジットしない方針をとっていたが、同作では藤田春香監督の希望により、制作参加の全スタッフの名前がクレジットされることとなった。結果として事件の被害者を含むスタッフがクレジットされることになるが、特掲などを行うものではない。
『劇場版 ヴァイオレット・エヴァーガーデン』
同じく京都アニメーションが制作を行っているアニメ『ヴァイオレット・エヴァーガーデン』の製作委員会は、2020年1月10日に世界同時公開予定だった劇場版の公開を延期することを9月6日に発表した。11月9日、京都アニメーションは『劇場版 ヴァイオレット・エヴァーガーデン』公開日を2020年4月24日に決定と発表した。
ファン感謝イベント
11月3日・4日に開催予定の第4回ファン感謝イベント「私たちは、いま!! ―2年ぶりのお祭りです―」の「届け! 京アニ＆Doのいろいろ編」についてはステージイベントを全て中止し、一から内容の見直しを行うことになり、8月14日より入場チケットの受け付けを一時停止した。同日には、事件への対応のため担当者を確保できないことから、第11回京都アニメーション大賞の作品募集も一時停止された。後日、11月3日・4日に追悼式典を開催し、ファンが祭壇に祈りを捧げる機会を設けると発表された（#当事者・関係者）。
『アニ×パラ』
2020年2月28日、NHKは、京都アニメーションが制作する『アニ×パラ〜あなたのヒーローは誰ですか〜』の制作中止を発表した。
『FIRE FIGHTERS!（仮題）』
事件で亡くなった武本康弘監督初のオリジナルTVアニメーション作品として制作が進められていたが、消防士をテーマにした作品の関係上、事件の影響で企画が中止になった。
本作品のシリーズ構成を手掛けていた賀東招二により、舞台を月面に移したり消防士をレスキュー隊にするなど設定変更を行った上で小説『MOON FIGHTERS』としてKAエスマレーベルで2023年11月に発売された。本小説では武本が考えていたキャラクターやシーンなどが可能な限り再現されている。

### 経営
下請事業
他社（アニメ製作）の下請も事件後は中断していたが、2020年1月にシンエイ動画の下請に復帰した。
社屋
第1スタジオは解体された（#建物）。また、京都アニメーションは直営の実地店舗「京アニ＆Doショップ!」の営業を臨時休業とした。当初は2020年3月末までの予定であったが、以降も臨時休業を延長すると同年3月6日に発表した。同年6月5日には休業を継続するとともに、店舗を事務所として転用すると発表した。2023年3月14日、正式に閉店が発表された。
決算・合併
京都アニメーションは、第35期（2020年3月末）の決算において、2134万1000円の純損失を計上した。また、2020年11月1日をもって、子会社のアニメーションドゥウを吸収合併した。

### 社外

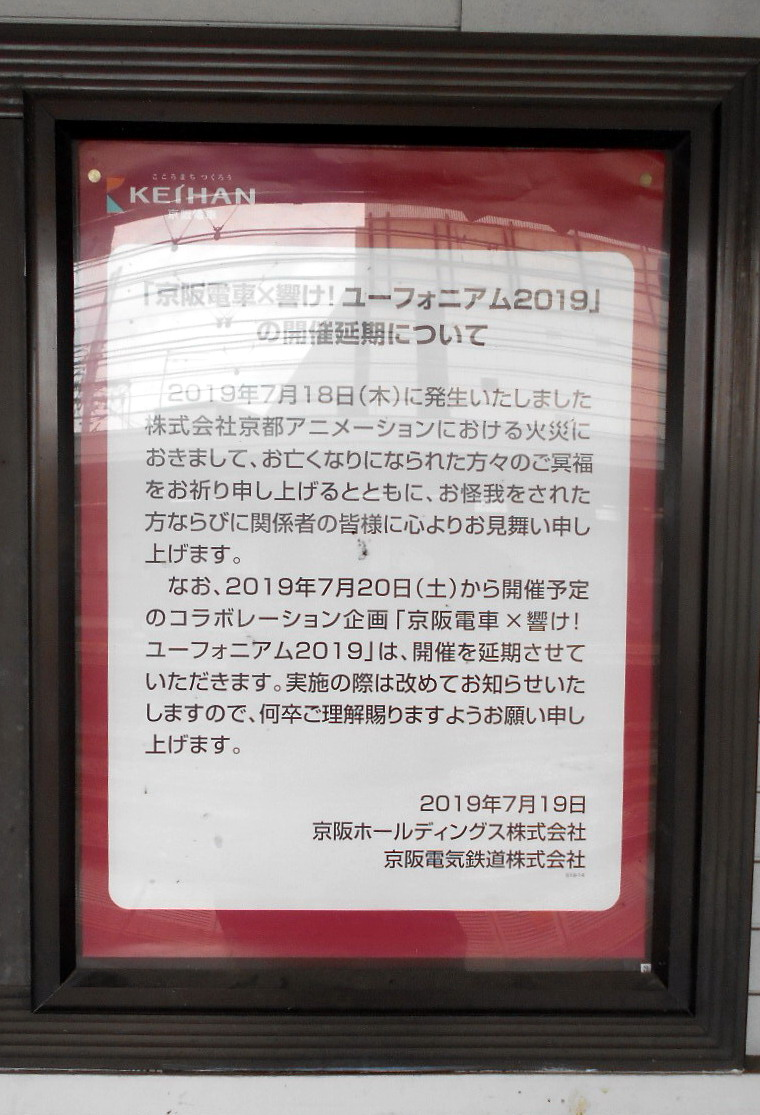
「京阪電車×響け!ユーフォニアム2019」の開催延期を告知するポスター

- 京阪電気鉄道は7月20日から開催予定だった『響け!ユーフォニアム』とのコラボレーション企画を延期すると発表した[393] [注 25]。その後、11月1日に企画が始まり、売上は全額義援金として寄付されることが発表された[394][395][396]。
- アニメ『炎炎ノ消防隊』や『BEM』『指先から本気の熱情〜幼なじみは消防士〜』、ドラマ『監察医 朝顔』といったテレビ放送作品で、放送が一部延期された[397][398][399][400]。
- 日本赤十字社京都府赤十字血液センターは、献血によって提供された血液在庫が減少していることから、献血の協力を呼びかけている[401]。
- 宇治市は、8月3日に宇治市源氏物語ミュージアムで開かれる予定であった新作アニメの完成記念トークショーについて、登壇予定であった監督とプロデューサーの精神的なショックが大きく出演できる状態ではないとして中止した[402]。
- 本事件で消火活動にあたった京都市消防局の隊員に惨事ストレスが懸念されるため、臨床心理士ら専門家で作る「緊急時メンタルサポートチーム」の派遣が要請された[403]。
- 容器でのガソリンの販売自体を自粛する方針を固めたガソリンスタンド運営会社が相次いだ。その影響でスピードスプレーヤーや刈払機などといった携行缶給油が欠かせない機器を扱う農家らに負担がかかっており、配慮を求める声が挙がっている[404]。
- 京都新聞社は、この事件の報道により第27回坂田記念ジャーナリズム賞を受賞した[405]。また、特集「エンドロールの輝き―京アニ放火殺人1年」および「ユートピアの死角―京アニ事件」においても、2020年度の新聞労連ジャーナリズム大賞を受賞した[406]。
- 日本ドライケミカルがこの事件を受けて、火災抑制剤を放射することでガソリンの蒸発を抑制し、着火しにくくする新型の消防機器「火災抑制剤放射器」を開発した[407]。同様に、ヤマトプロテックは熱を感じ取ると消火薬剤を放つ、シート状の新建材を開発した[408]。
- 2021年2月、鳥取大学医学部附属病院の救命救急センターは、本事件で得られた知見を活用し、全身の95%に重度の熱傷を負った50代男性の救命に成功した。本事件の被疑者と同じく、損傷した皮膚の代わりに人工真皮を貼りながら、わずかに残った正常な皮膚を4週間掛けて培養し、後に移植した[409][410]。

## 反応

### 記者会見
- 事件発生直後、京都アニメーションの八田英明社長は、事件現場となった第1スタジオを「会社の核となる場所」としたうえで「こんなことになり残念で断腸の思いだ」と述べ「暴力行為に訴えてどうするのか。作品に批判があるならちゃんと主張すべきだ」と怒りをあらわにした[17]。
- 事件から3か月後の10月18日、京都アニメーションは記者会見を開き、主に以下の内容の発表を行った。
  - 8月5日から約1か月間休業にしていた[411][注 26]。
  - 社員数は事件前の176人から137人に減少したものの、退職者はごく少数にとどまり、負傷した33人中27人が職場に復帰した[65][412]。
  - 再建費用は義援金に頼らず、火災保険金と自社の蓄えで賄う[413]。
  - 来年度の採用に向けた入社試験には各地から希望者が来ている[414]。
  - 『劇場版 ヴァイオレット・エヴァーガーデン』の2020年4月公開に向けて取り組んでいるものの、それ以降の予定は未定[412]。
- 2020年5月27日、被疑者の逮捕を受けて、京都アニメーションの代理人弁護士である桶田は記者会見を開き、以下の発表を行った。
  - 事件後に中途入社した社員がいたほか、この年の春には新卒社員を若干名採用した[415]。
  - 同社が運営するプロ養成塾には、例年より多い82人が応募し、4月に「相当数」が入塾した[416]。
  - 第1スタジオの解体費用は、火災保険金の支給で賄う見通しが立った[417]。
- 2020年7月18日16時、八田と代理人弁護士の桶田は記者会見を開き「以前は1年で出来たものが2年かかるかもしれない」としつつ「1ミリでも前に進んでいきたい」と語った[418][419][420]。
- 2021年7月18日、事件から2周年の記者会見では、以下の発表を行った[421][422]。
  - 「事件の重さに耐えかねる」「違う環境で頑張りたい」などの理由により、複数の社員が退職した。
  - 現在の社員数は、事件前とほぼ同じ約180人[注 27]。
  - 現時点で4つの作品の制作が進められている。
  - 資金繰りなどを含め、会社の経営については継続性に問題はない。

### 当事者・関係者
事件発生から2日後の7月20日から8月25日までの約1か月間、京都アニメーションは事件現場から約100メートル離れた京阪電鉄六地蔵駅付近に献花台を設けた。
2019年9月21日、（この時点での）犠牲者35人を悼む会が京都市で非公開の形式で開かれ、遺族や負傷者および社員ら約250人が出席し、献花や写真を交えた犠牲者の思い出の語り合い、遺族への12人の作画担当社員による肖像画や遺品などの贈呈が行われた。
2019年11月2日から4日まで、京都市勧業館にて「お別れ そして志を繋（）ぐ式」と題した追悼式典が開かれ、国内外からの手紙や描画、折り鶴、ブラジルの漫画家であるマウリシオ・デ・ソウザが描いた追悼絵画などが展示された。2日には国会議員や業界関係者など約500人が集まり、その中には西脇隆俊京都府知事や門川大作京都市長、音響監督で楽音舎の鶴岡陽太代表、サンライズの浅沼誠社長、声優の平野綾、『響け! ユーフォニアム』原作者の武田綾乃が含まれていた。式典では、京都アニメーションの八田英明社長が感謝と今後の決意の言葉を述べ、夫婦で社員だった女性および京都アニメーション作品の原作者のメッセージが代読された。3日と4日は一般向けに開かれ、約1万1千人が参列したと発表された。
事件発生から1年となる2020年7月18日の10時30分より、京都アニメーションはYouTubeの公式チャンネルにて、追悼映像として関係者の匿名弔電を公開した。同時刻、第1スタジオの跡地では追悼式が営まれ、京都アニメーションの社員や八田社長ら9人、30遺族85人の合計94人が参列した。遺族の一人が代表して弔辞を、続いて八田社長が挨拶文を読み上げた。追悼式の終了後には、喪服姿の社員など約100人が跡地を訪れた。20遺族は代理人弁護士を通じ、これまでに受けた支援に感謝する声明を発表した。
事件発生から2年後の2021年7月18日、第1スタジオの跡地では追悼式が催され、26家族68人の遺族と同社関係者ら、計約70人が参列した。八田社長は「犯人が憎いです」「みなさん一人一人に、守れなかったことを本当に申し訳なく思っています。心から謝罪致します」と、今までには無かった表現も交えて、追悼の言葉を述べた。また、石立太一取締役も挨拶に立ち「（2年たっても）ふと思い出して胸を締め付けられる」「皆さまに愛され、その思いを抱いて頑張っていた皆の思いを後世に残していきたい」と語った。
約5年が経過した2024年7月14日には宇治市内の公園に設置された「志を繋ぐ碑」（詳細後述）の公開に合わせた設置報告会がおこなわれ、遺族や従業員など93人が参加した。

### 政界の対応
※肩書きは事件当時のもの。
- 安倍晋三内閣総理大臣は事件について弔意を表すと同時に「あまりの凄惨さに言葉を失う」とTwitterに投稿した[438][439]。また、国家公安委員会委員長の山本順三に捜査を徹底するよう指示した[440][441]。
- 西脇隆俊京都府知事は7月19日の定例記者会見で「強い憤りを感じる」としたうえで、被害者とその親族への支援を検討すると語った。また京都アニメーションについて「京都のコンテンツ産業を支えている企業で、府内を舞台にするなど地域を愛してもらっている」と評した[442][443]。
- 門川大作京都市長は事件について、Facebookで「驚きと悲しみで言葉もありません」「消防局挙げての現場対応と、警察と連携して原因の徹底究明、再発防止策に全力を尽くします」と投稿した[444]。
- 超党派のマンガ・アニメ・ゲームに関する議員連盟は7月26日に首相官邸を訪ね、税制上の優遇措置など京都アニメーションへの支援策を速やかに講じるよう政府に要請した。同連盟の会長を務める古屋圭司は記者団に対し「一企業の問題を超越し、漫画業界全体の危機だ」と語った[445]。後日、この際に同時に「警察は遺族の了解を得ない限り、葬儀が終わるまで実名公表は控えてほしい」と要望していたことが明かされた[446]。
- 二之湯智自民党京都府連会長らが8月5日に首相官邸で菅義偉内閣官房長官と面会し、寄付金などの円滑な受け入れに向けて税制上の優遇措置の検討を求める要望書を提出した。菅は既に京都アニメーション側と協議していると説明した[447]。その後、企業から京都アニメーションへの寄付金は、災害義援金と同じく「地方公共団体に対する寄付金」として優遇制度を適用することで全額を損金算入可能とし、同時に寄付金が収益（課税対象）として発生する京都アニメーションへの税負担を軽減する方向で政府が調整していると報道された[448]。

### 追悼の声

#### 関連業界
- 松竹の大角正映像本部長は「アニメは人力で作るだけに、これだけ有望なスタッフが多く亡くなると影響が見通せない」[449]、京都文化博物館の森脇清隆映像情報室長は「全ての原画を鉛筆で手書きして、CGとは異なる魂を込めていた。日本中のアニメーターの憧れの場なのに…」とコメントしている[449]。
- 京都アニメーション制作のアニメに出演した経験のある声優の白石稔、洲崎綾、緒方恵美は心配や怒りのコメントをTwitterなどに投稿した[450]。同じく出演経験のある豊崎愛生は『豊崎愛生のおかえりらじお』で胸中を語り[451]、平野綾や茅原実里もそれぞれ自身のブログで心境を綴った[452][453]。
- 京都アニメーション出身のアニメ監督山本寛も、事件の一報が伝わると、Twitterで悔しさをあらわにしている[454]。一方でこの事件が、京都アニメーションが匿名掲示板の「狂気」と結託し、その「共犯関係」を歓迎し続けた代償であり「彼らにも遂に『年貢の納め時』が、来たのだ」との持論を自身のブログで述べている[注 28][455]。
- 『アニメージュ』『アニメディア』『月刊ニュータイプ』のアニメ月刊誌3誌は、2019年8月9日発売の9月号において、編集部連名かつ同じ文面で犠牲者への追悼および負傷者へのお見舞いの言葉を掲載した[456]。
- 涼宮ハルヒシリーズの作者である谷川流は『涼宮ハルヒの直観』の巻末で事件に言及し「私はあなた方を忘れない」「私はあなた方が為したことを忘れない」と追悼の言葉を述べている。イラスト担当のいとうのいぢも、犠牲者への感動と感謝の言葉を綴っている[457]。

#### その他
- 事件発生後、TwitterなどのSNSでは「#PrayForKyoani」というハッシュタグが生まれ、世界各地からさまざまな言語による追悼や応援の声が上がった[458]。
- 国連のアントニオ・グテーレス事務総長[459]、カナダのジャスティン・トルドー首相[460]、台湾（中華民国）の蔡英文総統といった海外の要人や[461]、ローラン・ピック駐日フランス大使[462]、駐日中華人民共和国大使館[463]、駐日スペイン大使館[464]、ウィリアム・F・ハガティ駐日アメリカ合衆国大使といった駐日外国公館・外交官から[465]、多くの弔意が寄せられた。
- 米Apple社のティム・クックCEO[466]、フィギュアスケート選手のジョニー・ウィアーなど[467]、各界の著名人が哀悼の意を表した。
- 漫画家で元アニメーターの秋本治は、京都アニメーションの作品に影響を受けたことを明かしつつ、追悼や応援の声明を出している[468][469]。
- 作家の志茂田景樹は追悼の言葉と共に、自身も過去に見知らぬ人物から盗作されたと何度か言い掛かりを付けられたという体験談を明かしている[470]。
- 東京ドームホテルで開催された世界コスプレサミットの開会セレモニーで、外務省の志野光子国際文化交流審議官から、各国から参加したコスプレイヤーに対し「世界中の方たちから寄せられた、お悔やみや励ましのメッセージに心から感謝いたします」との挨拶がなされた[471][472][473]。
- 清浄華院では8月18日の初月忌に加え、7月25日の初七日から9月5日の四十九日まで、7日ごとの法要を営んだ[474][475]。2020年7月現在でも、毎月18日に法要を営んでいる[476][477]。
- ジュール・イルマンフランス総領事は、2022年3月10日に京都アニメーションを表敬訪問した。その際、フランスから同社宛に贈られた手紙や絵画について「結束と哀悼の証」として全て保管していると明かされた[478]。

### 支援の動き

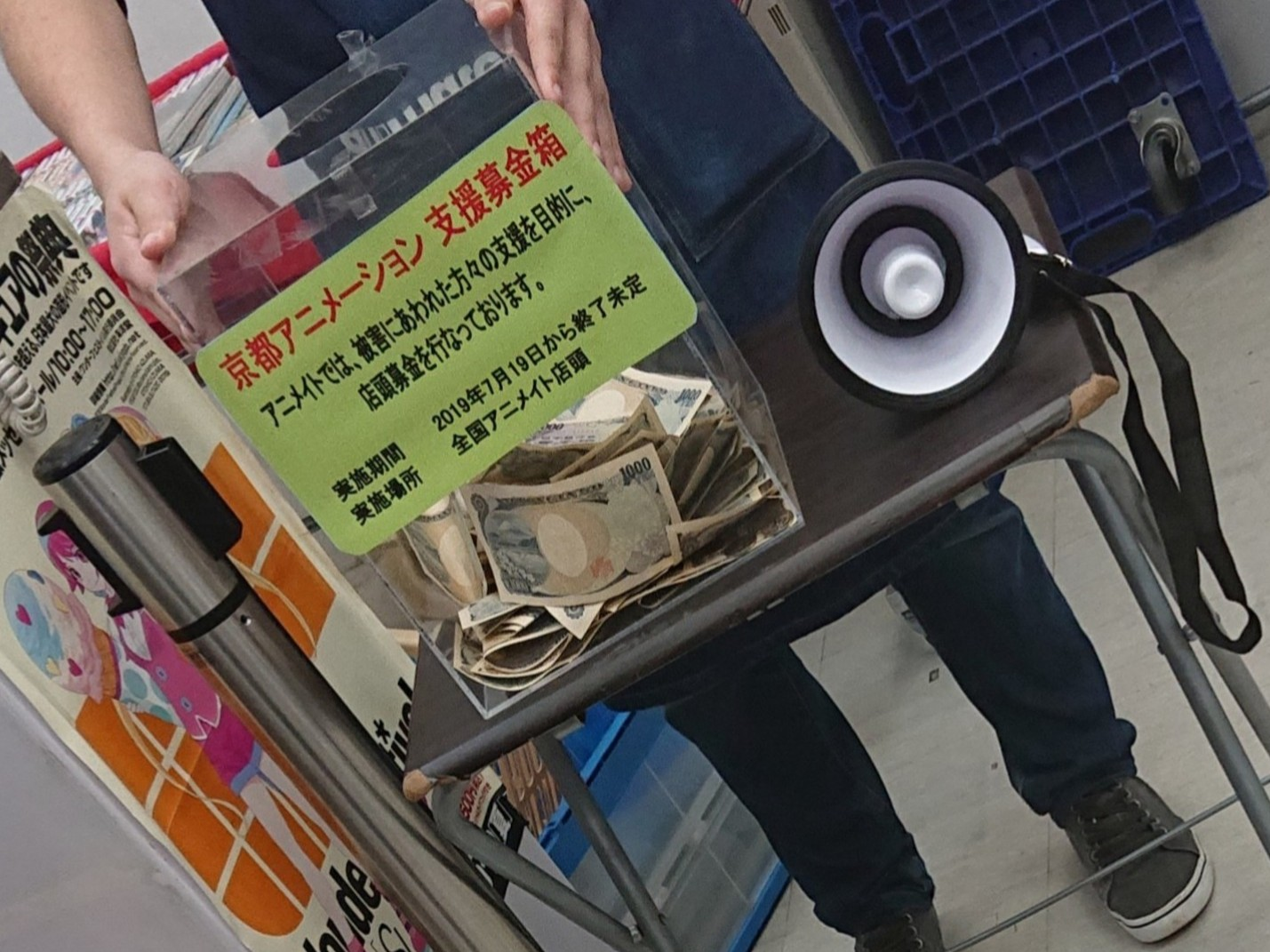
東京・秋葉原にあるアニメイトの店舗で行われた支援募金

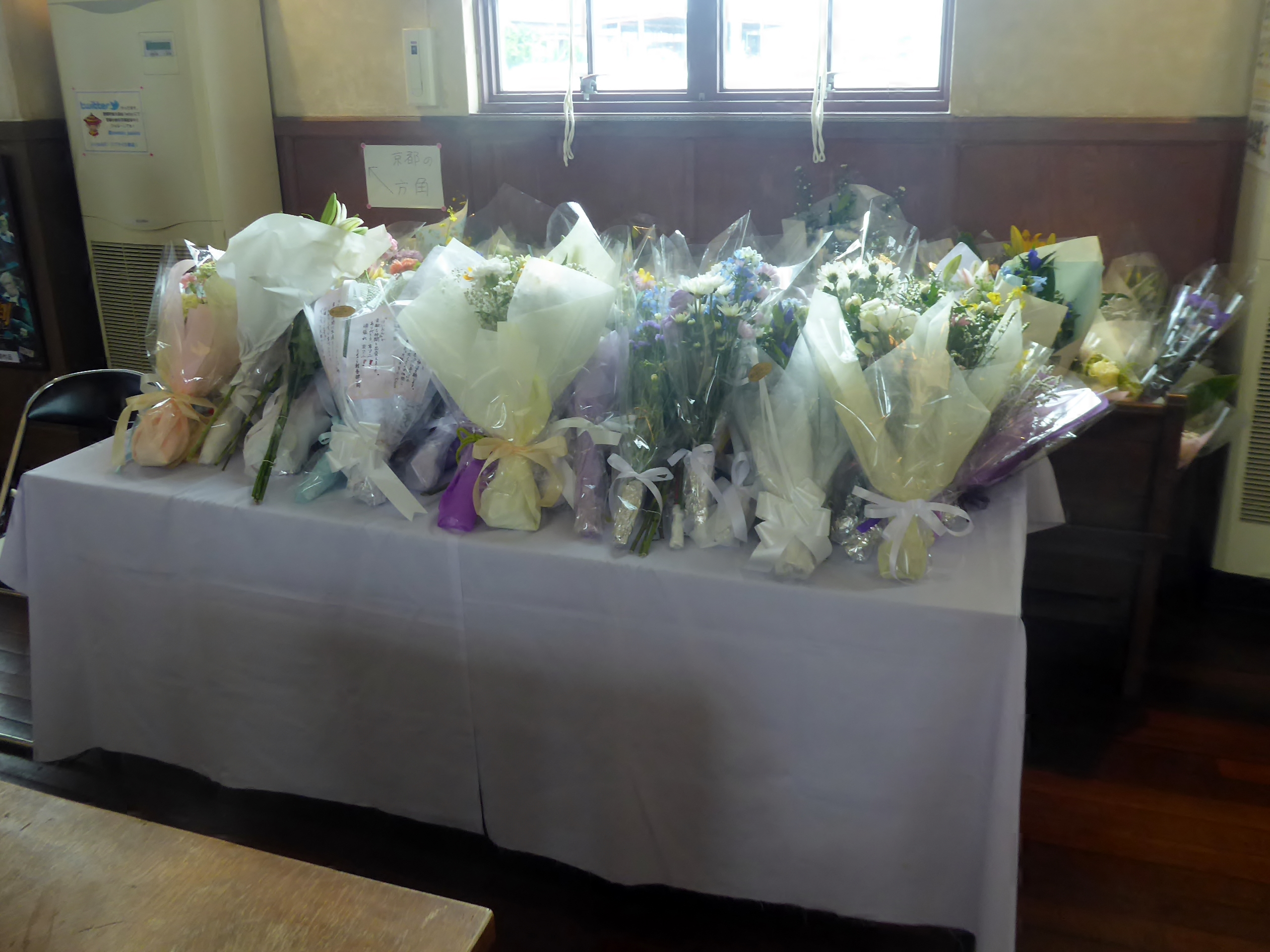
滋賀県の豊郷小学校旧校舎群に設置された献花台

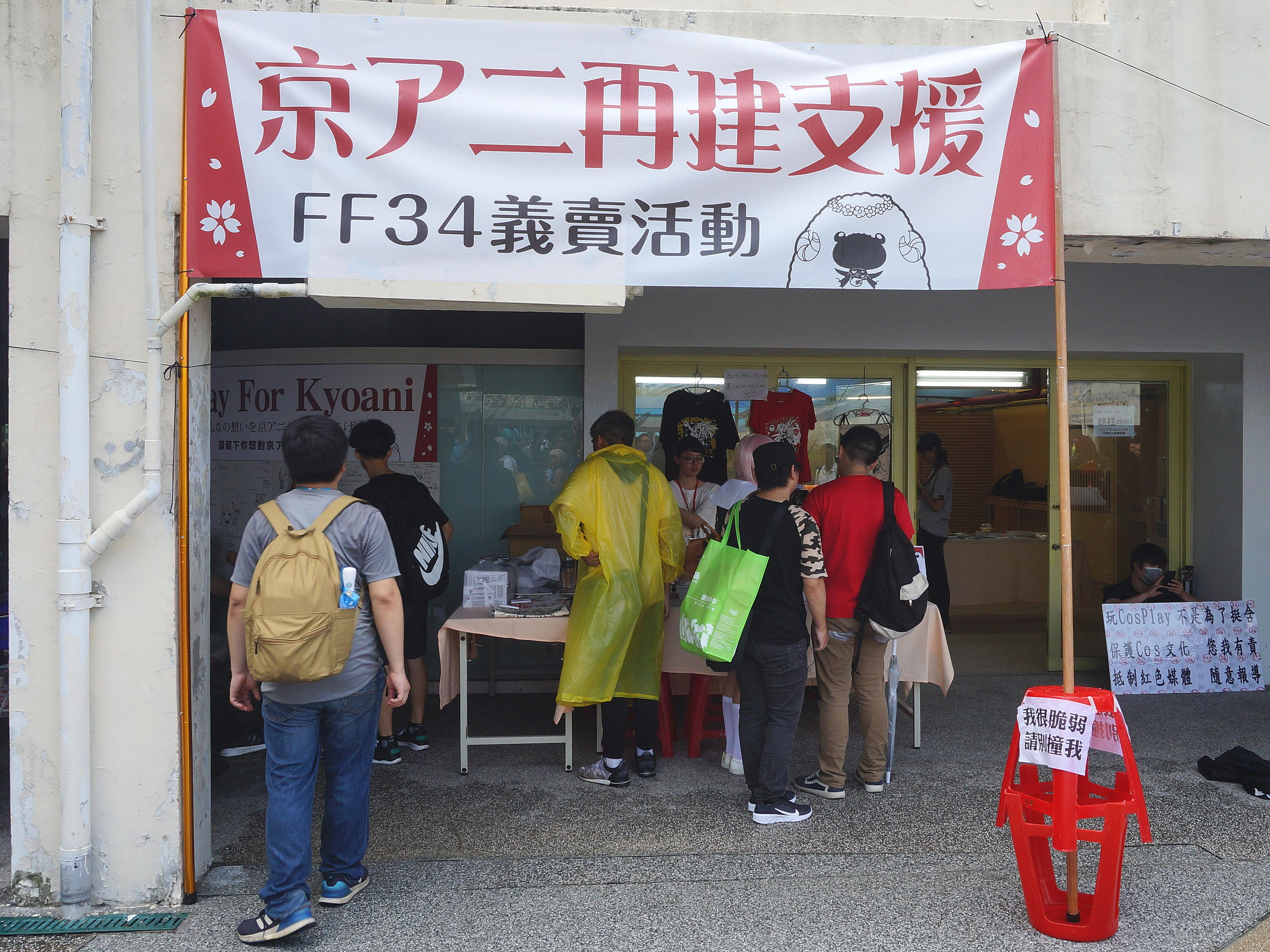
台湾・開拓動漫祭（FF34）に設置された支援ブース（2019年7月、台北市）

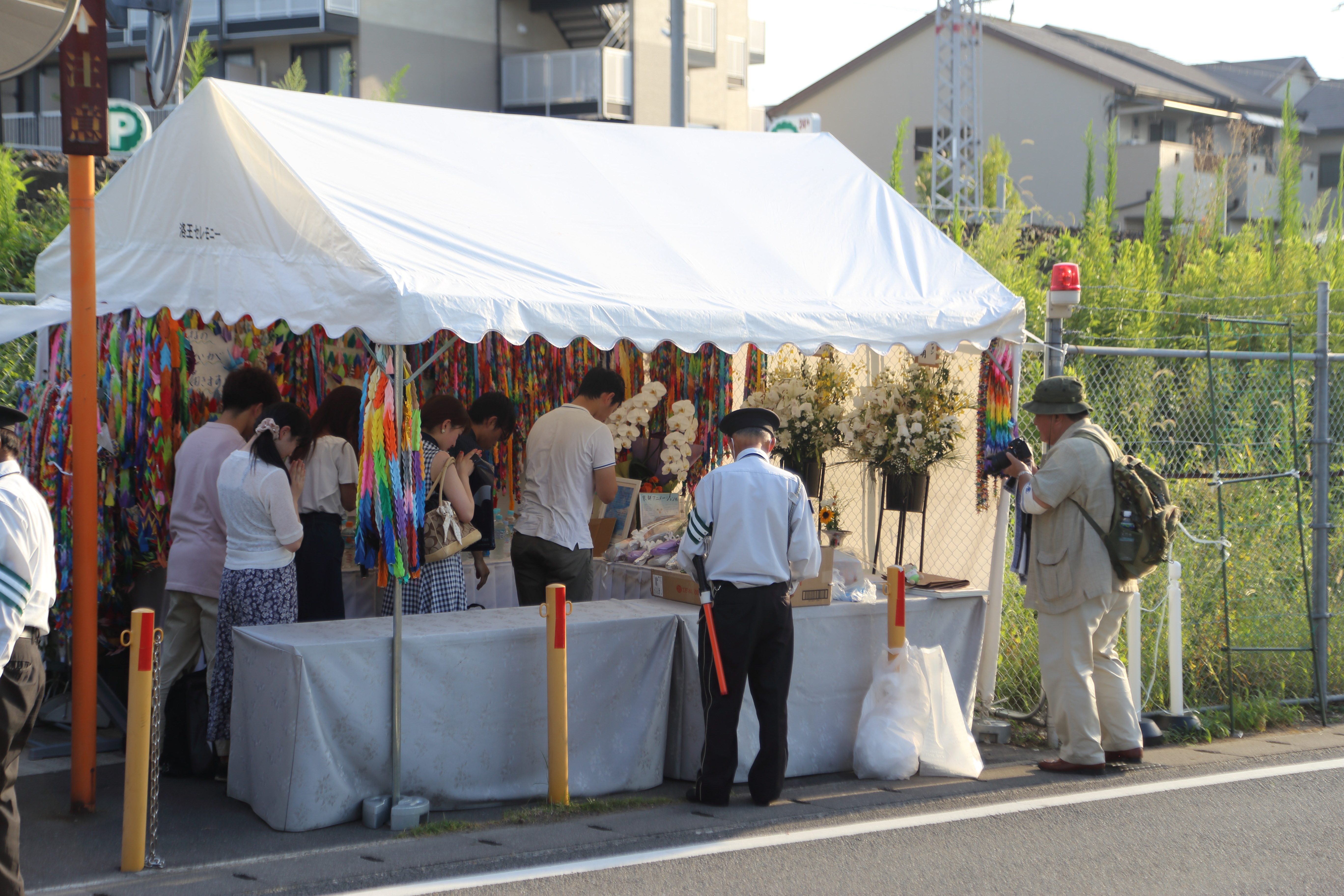
現場近くの京阪六地蔵駅横に設置された献花台（2019年8月10日）

#### 義援金による支援
京都アニメーションは、国内外から支援を申し出る連絡が多く寄せられていることに感謝を述べ、支援金預かり専用口座を開設すると発表した。
7月24日18時に口座が開設され、7月25日15時時点で個人を中心とした約2億7432万円の寄付金が集まった。同社の代理人弁護士である桶田は「障害を負った方の今後の生活も考えたら、少なくとも数十億円規模の財団を形成しないと、被害回復は図れない」と話した。
その後、8月2日15時の時点で6万1885件の寄付があり、合計で16億2226万円に達したと公表された。寄付の大半は1万円以内のものであったなど、内訳も明らかにされた。
その後も支援は続き、8月16日15時の時点で約7万2000件の寄付があり、合計で19億9800万円に達したと公表された。支援金は遺族への見舞金や被害者の治療費のほか、会社の再建などに充てるとしていた。
9月20日15時の時点で義援金は、合計25億8590万1823円集まり、全額を京都府が設置した義援金受入専用口座に移管したことを発表した。義援金は同府が設置した義援金分配委員会により適切に配分されていると伝えている。
10月2日、参議院議員会館にてマンガ・アニメ・ゲームに関する議員連盟の総会が行われ、その場で京都アニメーションは寄付金を事業再開には使わず、全て遺族や負傷者のために使うと発表した。
10月18日、記者会見にて前日までに寄せられた義援金は31億9244万円（18万653件）に上り、遺族や被害者に分配する方針であることを改めて発表した。
10月31日に義援金の受付は締め切られ、最終的な総額は33億4138万3481円に達した。
2020年2月28日、下記4点の条件の下、京都府の義援金配分委員会は心の傷も考慮した上で、無傷の1人を含む社員70人およびその遺族への配分額が決定した。具体的な内容は非公表。
1. 全員一律の見舞金
2. 逸失利益相当分
3. 慰謝料相当分
4. 未成年の子を育てるための手当分

一部の遺族や負傷者は受け取りを辞退した。その後、ある遺族は福岡市民防災センターに、VR・AR防災体験装置を寄贈した。別のある遺族は、犠牲者の母校に本棚を寄贈した。

#### 企業からの支援
- 7月18日、アメリカでアニメ配給などを手がけているセンタイ・フィルムワークスは、クラウドファンディングサイト「GoFundMe」上で京都アニメーションへの支援を呼びかけた[494]。当初50万ドルを目標としたが、開始からおよそ5時間で7200人あまりから24万ドルの寄付が集まるなど注目を集め、同日中にその目標を達成した[495][496]。その中には米Adobe社の「公にするつもりはなかった」という5万ドルも含まれていた[497][498]。
- 7月19日、アニメ・コミック関連商品を販売するアニメイトは、同日から全国の各店で店頭募金を行った[499][注 29]。7月31日時点で約2億4903万円の募金が集まり、8月2日付けで京都アニメーション側に送金したことを、アニメイト、京都アニメーションの双方が報告した[479][500]。
- 7月24日、ポイントサービス・Tポイントの総合サイト上で「【緊急募金】京都アニメーションへの義援金」の受付が開始された。1ポイントを1円に換算して寄付が行われる[501][注 29]。
- 7月29日、ヒューマックスシネマは運営する映画館3店舗で募金箱を設置[502]。渋谷HUMAXシネマでは劇場アニメ『リズと青い鳥』をきっかけにミドリフグが飼育されている[503]。
- 8月6日、かつて京都アニメーションがアニメ化した『Kanon』『AIR』『CLANNAD』の原作者であるKey（ビジュアルアーツ）は、哀悼の意とともに1000万円を寄付したことを公表した[504]。
- 義肢やリハビリ用具を製造する有限会社ワールドブレースは、2019年11月下旬に京都アニメーションの女性社員の家族からの問合せに応じ、同年12月上旬にケロイド防止装具を無償で提供した[505][506]。

#### 業界団体などによる支援
- 7月22日、複数のアニメ制作会社からなる日本動画協会は義援金預かり専用口座を開設することを発表[507]。同月26日に口座を開設したことを発表し、義援金は同月29日から9月30日まで受け付けるとしている[508][注 29]。
- 7月26日に日本アニメーター・演出協会は、Yahoo!ネット募金で「京都アニメーション応援募金」の受付を開始。クレジットカードやTポイントでの寄付を受け付ける[509][注 29]。
- 7月27日 - 28日に開催された台湾の同人即売会「Fancy Frontier 開拓動漫祭」（FF34、台北市）では会場に支援ブースが設置され、関連グッズの販売とともに募金が呼びかけられた。2日間で義援金約15万ニュー台湾ドルが集まり、主催者が日本円で50万円を国際送金している[510]。
- 8月5日に公益社団法人京都犯罪被害者センターは「長期的な支援が必要」として、京都府警が対応している被害者支援を引き継ぐための準備を急いでいることが報じられた。また、京都弁護士会は遺族や被害に遭った社員らを対象とした無料相談を始めた[511]。
- 8月19日にアニメ産業イノベーション会議は、日本アニメーター・演出協会の協力を得てクラウドファンディングサイト「Makuake」上で支援プロジェクトを立ち上げた。アメリカで既に実施されているクラウドファンディングプロジェクトを受け「支援の方法は1つでも多く用意されているべき」「クレジット決済をしたい場合の新たな選択肢の1つの方法」という考えから日本向けのクラウドファンディングプロジェクトとして実施することとなった。支援者のうち希望者の名前が、同時期に開設する専用Webサイトに掲載される[512]。
- 8月25日にNHK名古屋放送局・NHK厚生文化事業団中部支部との共催でワンワンわんだーらんど常滑公演の会場内に募金箱を設置し、来場者らに募金を募り、日本動画協会が開設した義援金預かり専用口座に入金した。
- 10月25日、連合京都は100万円を義援金として寄付することを決めた[513]。

#### 行政・教育機関による支援
- 7月19日、京都精華大学は学内と、同大と京都市が共同運営する京都国際マンガミュージアムで募金活動を開始した[514][515]。
- 遺族は京都アニメーションを経由して労働者災害補償保険の補償支給を請求し、11月には支給決定通知書が届き、一部の口座への振込が始まった[516][517]。

#### 舞台となった自治体などからの哀悼・支援
京都アニメーション制作の作品のロケ参考地も、各地独自に京都アニメーションへの支援に向けた行動や哀悼の意を示している。
- アニメ『Free!』のロケ参考地となった鳥取県岩美町では、鳥取県観光連盟（まんが王国とっとり）が事件翌日より同年8月31日まで鳥取県庁および各総合事務所の計4か所に募金箱を設置した。岩美町観光協会も県の取り組みとは別に同日より岩美町観光会館など町内6か所に募金箱を設置した[518][519]。
- アニメ『けいおん!』シリーズのロケ参考地となった滋賀県豊郷町では、同町の伊藤定勉町長が公式サイトに声明を発表[520]。豊郷町観光協会は同シリーズの校舎のモデルとなった豊郷小学校旧校舎群に献花台を設置した[521][522]。京都アニメーションが支援金預かり専用口座を開設したあとには募金箱も設置された[523]。
- 劇場アニメ『聲の形』の舞台モデルとなった岐阜県大垣市でも事件翌日には市内2か所に募金箱を設置している[524]。
- アニメ『響け!ユーフォニアム』シリーズの舞台となった宇治市では事件の翌日、宇治市観光センターに募金箱を設置した[525]。
- 『氷菓』の舞台である高山市の国島芳明市長は「突然の痛ましいニュースに衝撃を受け、言葉がありません。市民を代表し、亡くなった方々のご冥福と被害に遭われた皆様の一日も早いご回復を心よりお祈りします」と哀悼の意を示した[526]。
- アニメ『涼宮ハルヒの憂鬱』の舞台モデルとなった兵庫県西宮市では7月25日、西宮観光協会が翌日から8月31日まで市内に募金箱を設置することを発表した。設置場所は作品内にも登場する喫茶店「珈琲屋ドリーム」など、市と観光協会が連携して実施中の聖地記念スタンプラリー「SOS団 in 西宮に集合よ!オーバー♪」のラリースポットでもある3か所[527][528]。西宮観光協会の発表によると期間中の募金総額は約170万円。また、喫茶店「珈琲屋ドリーム」では独自に募金活動を継続する[529][530]。
- アニメ『境界の彼方』に建物が登場する、奈良市高畑町の奈良ホテルでは従業員の手書きメッセージなどによる追悼コーナーを設置した[531]。
- アニメ『らき☆すた』の舞台モデルとなった埼玉県久喜市の鷲宮神社では、献花台が設けられない代わりに有志の呼びかけで回復祈願の絵馬が奉納されている[532]。また7月28日に行われた八坂祭では、京都アニメーションへの応援の意を込めて「らき☆すた神輿」の渡御が行われた[533][534]。
- アニメ『AIR』の舞台モデルとなった兵庫県香美町では、香住観光協会が7月24日から8月31日まで募金箱を設置した[535][536]。
- アニメ『氷菓』に建物が登場する、静岡県掛川市の加茂荘花鳥園では事件の3日後に献花台や募金箱などを設置した[537]。
- アニメ『中二病でも恋がしたい!』に登場する駅のモデルとされる福井県美浜町のJR東美浜駅にはこれまでファン交流用ノートがファンにより設置されていたが、2019年（令和元年）7月23日に応援メッセージ専用のノートが設置された[538]。
- アニメ『けいおん!』の桜が丘女子高等学校のモデルとなった豊郷小学校旧校舎群に、2019年（令和元年）11月19日に応援メッセージ専用のノートが新たに設置された。これで東美浜駅に設置されたノートと合わせて二冊設置された事になる。

#### 著名人による支援
- 『氷菓』の原作者である米澤穂信は7月27日「呼び水になりますように」というコメントを添え、京都アニメーションの口座に100万円を振り込んだ入金画面をTwitterに投稿した[539]。
- 7月28日、アニメファンとして知られるお笑いコンビ「霜降り明星」の粗品が、競馬で「8番の馬に88万8800円」を賭けて当てた115万5440円を寄付した。この8という数について粗品は「長門に来る馬教えてもらった」という表現で、同社がアニメ制作にかかわった『涼宮ハルヒの憂鬱』のエピソードのひとつ「エンドレスエイト」に由来すると示唆した[540][541]。
- X JAPANのYOSHIKIは8月1日に「世界の宝である日本のアニメーション、そしてその文化の発展に貢献したいといつも思っています」とコメントし、自身の運営する米国の非営利公益法人を通じ1000万円を寄付した[542]。
- 大のアニメファンで父親がJAM Projectの関係者としても知られているホスト・実業家のROLANDは、8月13日に重版された自著の印税を全額京アニに寄付したことを自身のInstagramで明らかにした[543][544]。
- 京都アニメーションによる口座開設前、YouTuberのヒカルがアニメイトの募金箱に現金100万円を入れる動画をTwitterに投稿し、フォロワーに対して募金の呼びかけを行った[545]。また、同じく口座開設前にもこうもアニメイトの募金箱に現金99万円を入れる動画を投稿して募金を呼びかけたほか、見当違いな意見で被疑者を擁護して意図的に炎上を誘うYouTuberや当事件を面白がるネットユーザーに対しても苦言を呈し、近年のネットリテラシーの低下を訴えた[546]。

### 世界の反応
- ドイツのターゲスシャウ[547]、フランスのフランス・テレビジョン[548]、米国のCNNおよびABCニュース[549][550]、AP通信[551]、中国の中国中央テレビといった海外メディアが当日に報道した[552]。中国の環球時報は、新聞の一面で事件の記事を掲載した[553]。新京報でも一面の半分を使って報じた[554]。

### 懸念の声
- 観光学を専門とする、近畿大学の岡本健准教授は「関西を舞台に具体的な場所の背景を忠実に描くことで、2000年代後半以降にファンがゆかりの地を訪ね歩く“聖地巡礼”ブームの礎を築いた。新たな文化を生んでおり、この惨事による経済的な影響も計りしれない」と述べている[449]。
- 日本アニメーション協会は報道機関などに「慎重かつ冷静な報道」をするよう公式Twitterアカウントで要請した[555]。インターネットニュースサイトのねとらぼは、アニメファンを犯罪者予備軍のように扱う、といった報道がなされることを不安視する声がSNS上にあると報じた[458]。
- 特定非営利活動法人（NPO法人）の地域精神保健福祉機構（COMHBO）は、被疑者について「精神的な疾患がある」「精神障害がある」といった報道が一部でなされていることに関して「『精神疾患』とこの犯罪を結び付ける恐れのある報道が今後も続くこと」に危惧を抱いているという声明を出した[556][557]。
  - 同法人は、それらの報道について「『精神疾患』があるといった部分記述によって『精神疾患』が事件の原因であり、動機であるとの印象を与えてしまう」とし、結果として「精神病を持つ人（精神障害者）」はみな危険だという偏見を助長してしまうことを「過去の例から見て明らか」とした。その上で「とにかく情報を集めてとにかく早く報道しようという報道機関の姿勢が垣間見られる」と批判した[556]。
  - 同法人はあわせて「京都放火事件の報道やネットなどの風評でつらい思いをしている皆さまへ」と題した文書も公表した[558][557]。
- 犯罪心理学を専門とする筑波大学の原田隆之教授は、精神障害のある人の方が犯罪リスクが低いことは科学的事実であるとした上で、病気だけを強調することは、事件の原因の誤解や、精神障害者への偏見を助長すると指摘している[559]。

## 事件に関連する誤報など
まとめサイトのデマ流布
当初、NHKの取材のため朝からセキュリティを解除していたと説明がされたため、ネット上では「NHKが取材しなければ犯人はスタジオ内に入れなかった」「NHKのディレクターが埼玉の厚生施設で被疑者と接触していた」「NHKが取材時間などの情報を被疑者に流した」などといったデマ情報が流布された。これに対し、NHK側は取材予定が昼の11時開始予定だったことを説明し、被疑者との面識については「一切ない」と否定した。
無施錠に関しては事件当日に元スタッフによる証言が報道されていたが、その後業務時間帯は無施錠でセキュリティシステム自体なかったことが代理人弁護士の桶田によって改めて発表された。
虚偽の内容を掲載したとして、NHKはまとめサイトのサーバー管理会社に発信者の情報の開示を求め、2019年12月3日に大阪地方裁判所は開示を命じた。翌年1月24日、NHKはサイトの編集長を相手取り、700万円の損害賠償と謝罪広告を求める訴訟を東京地方裁判所に起こした。2021年12月20日、東京地裁はブログ投稿者に185万円の支払いを命じた。2022年7月7日、二審の東京高裁は、一審と同じ判決を下した。
これとは別に、職員が事件に関与したとする虚偽の情報を投稿したとして、NHKがまとめサイト運営者に対して約690万円の損害賠償を求めた裁判で、2021年3月16日に一審の東京地裁が約360万円の賠償を命じた。その後、11月9日に二審の東京高等裁判所は一審判決を変更し約400万円の支払いを命じた。
週刊朝日による誤報
週刊朝日は京都アニメーション子会社「アニメーションドゥウ」の社員である河浪栄作及び池田和美の安否が不明と報道したが、事実ではなかった。また、第1スタジオ2階から生還した社員が「テレビ撮影のクルーが来るとかで、普段は閉じられているシャッターが開いていた」と証言したと記載したが、他のマスメディアはそのような報道は行っておらず、そして前述の通り代理人弁護士の桶田によって否定されている。

## 派生した事件・犯罪
事件発生後、この事件に関連した事件やこの事件を模倣した事件が発生した。
- 2019年7月7日から7月18日にかけて、カラーに対して無職の男性が「京アニみたいなことにならないと良いな」などとTwitter（現：X）で放火をほのめかしたとして、10月16日までに脅迫と威力業務妨害容疑の疑いで逮捕された（なお、被疑者は3年ほど前からTwitterで誹謗中傷を繰り返していた）[576]。
- 2019年7月19日、写真素材配布サービスPAKUTASOで配布されている男性写真（モデル：段田隼人）が、ぼかし加工された上で被告人の顔写真としてTwitter上で拡散され、問い合わせが殺到した[577]。
- 2019年7月23日、広島県東広島市のホームページの問い合わせフォームに「私の部下が実行した京アニ放火はお楽しみいただけましたか」と当事件について触れたうえで「15時半までに丸山穂高議員の謝罪会見を開かなければ24日午後に市役所と市内の学校にガソリンを散布して火を付ける」などとする投稿があり[注 31]、広島県警察本部は威力業務妨害などの疑いで捜査した[578][579]。
- 2019年7月23日、スクウェア・エニックスに対して配送業の男性が「京都アニメーションの再現したろか」などと脅迫メールを送り、8月9日までに脅迫と威力業務妨害の疑いで逮捕された[580]。
- 2019年7月25日、北海道札幌市にて、派遣会社の社員が元派遣先施設の上司に対し「京アニの北海道版になるかも」などと脅迫するメッセージを送信したとして、北海道札幌方面中央警察署に逮捕された[581]。
- 2019年7月26日、埼玉県川口市にて、無職の男性が川口税務署の職員に対し「職員に会わせろ」「会わせないのであれば京アニの事件のように川口税務署にガソリンをまいて火をつけるぞ」と電話で脅迫したとして同月28日に逮捕された[582]。
- 2019年8月3日、愛知県で開催された国際芸術祭「あいちトリエンナーレ2019」の企画展の一部の展示中止について、実行委員会会長の大村秀章愛知県知事は、一部展示物への批判的な意見の中に「撤去しなければガソリン携行缶を持ってお邪魔する」というファックスがあったと明かし、記者の質問に答えるかたちで、この事件を意識したものだと考えていると語った[583]。県は8月6日、愛知県東警察署に被害届を提出し、翌7日にトラック運転手の男性が威力業務妨害容疑で逮捕された[584]。逮捕された男性は調べに対し、実際にはガソリンおよび携行缶は購入しなかったと供述している[585]。
- 2019年8月4日から翌8月5日にかけて、ビジュアルアーツに対して派遣社員の男性がTwitterで「今ガソリンを準備中」などと書き込んだとして、同月30日に脅迫の疑いで逮捕された[586]。
- 2019年8月21日、愛知県西尾市の自動車部品会社に勤めていた男性が、解雇を言い渡された腹いせに「仕返しはしておきます。京都アニメーションで起きた事件、起きます」などと事件を予告するようなメールを同社に送ったとして、翌22日に威力業務妨害の疑いで逮捕された[587]。
- 2019年8月、アニメイトに対して「必ず皆殺しにしてやるからな」などと13回にわたって脅迫メールを送信し、業務を妨害したとして、同年12月10日までに名古屋市在住の韓国籍の女性が逮捕された。脅迫メールのなかには「京アニの従業員じゃなくて、お前らが皆殺しになれば良かったのに」という内容や、3852回にわたって「殺す」と繰り返されたものもあった[588]。
- 2019年11月14日、愛知県名古屋市南区の金属部品加工会社に「京アニみたいにガソリンまけば全焼だな」と電話を掛けて業務を妨げたとして、元従業員を名乗る大阪市の男性が18日に威力業務妨害の疑いで逮捕された[589]。
- 2020年3月24日、香川県議会に対して「先般可決した香川県ネット・ゲーム依存症対策条例の指定期日までの撤廃などを要求し、従わなければ県議会議員の安全を保障しない」「県議会 議員を射殺する」「身代金を支払わなければ、京都アニメーションの放火を模して焼殺する」といった内容の爆破予告などがあったため議会は被害届を提出した[590]。
- 2021年3月14日、徳島県のご当地アイドルグループ「Baby dolls」のライブが行われた徳島市仲之町の雑居ビル「アクティ・アネックス」で、エレベーターホールに本事件よりも多量の15リットルのガソリンがまかれて火がつけられる放火事件が発生[591]。ビルに入居する飲食店の経営者が軽傷だった以外、出演者や客ら約70人は無事だった[592]。放火容疑などで逮捕された無職の男性は「京アニ事件をまねした」との趣旨の供述をした[593]。
- 2021年12月17日に発生した北新地ビル放火殺人事件では、ガソリンが使用され、また被疑者（後に死亡）の自宅から本件を報じる新聞紙面が発見されており、警察は放火の手法を模倣した疑いがあるとみている[594]。

## 記念施設

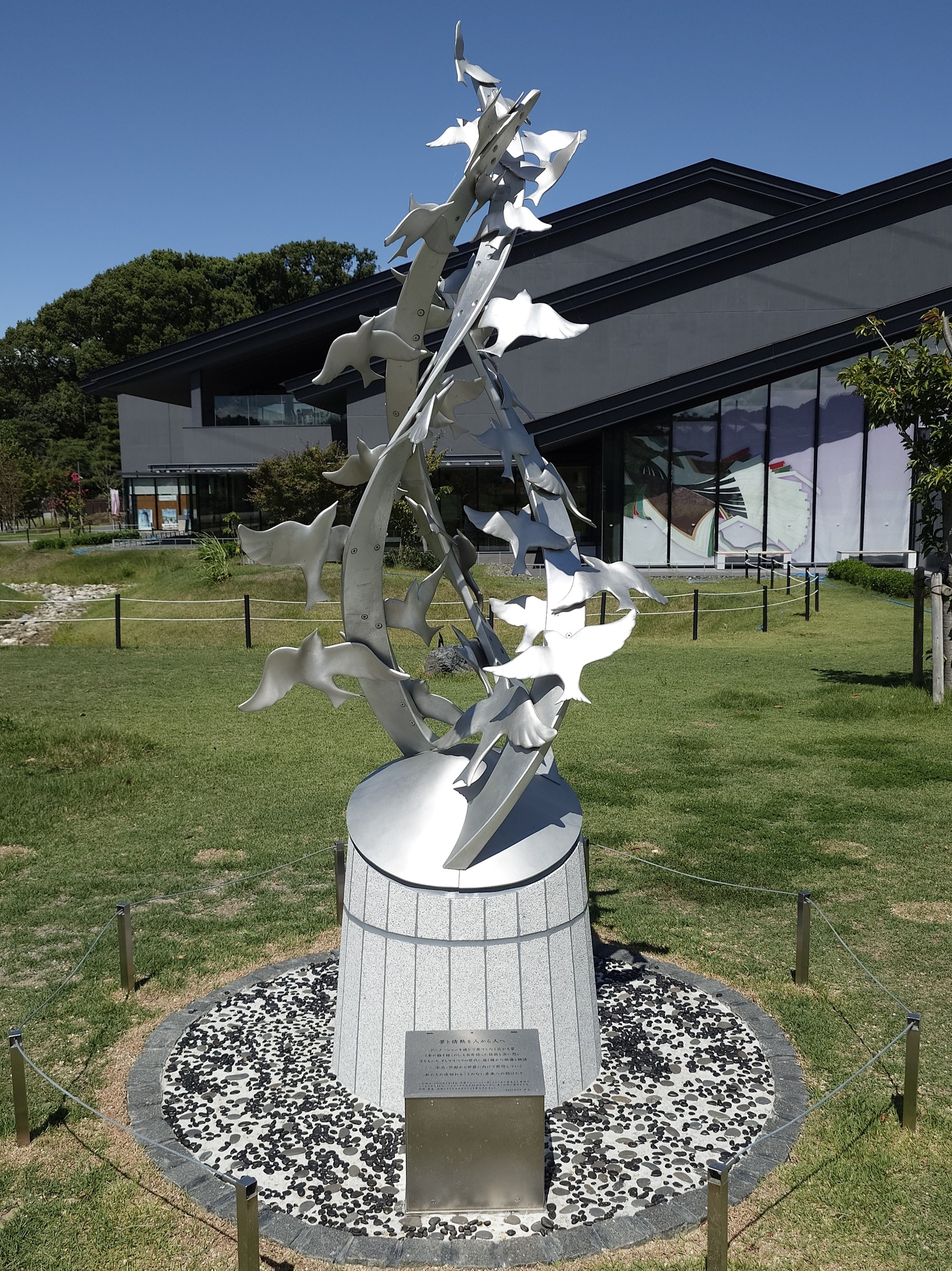
志を繋ぐ碑

宇治市の「お茶と宇治のまち歴史公園」（京阪宇治駅近く）に「志を繋ぐ碑」という名称で建立された。2024年7月14日に公開され、犠牲者36人を象徴する36羽の鳥が羽ばたく様子がデザインされている。宇治市は「慰霊碑ではなく、本事件に関わったすべての人びとの志を繋ぎ、長く記憶に留める象徴」としており、碑への献花や供え物を控えるよう呼びかけている。これとは別に事件現場に慰霊碑が非公開で設置される予定。